# Banknoty Banku Polskiego (1919–1936)
Banknoty Banku Polskiego (1919–1936) – banknoty Banku Polskiego denominowane w złotych, emitowane z datami od 28 lutego 1919, do 11 listopada 1936 r., będące w obiegu od 28 kwietnia 1924 r. w II Rzeczypospolitej, w niektórych przypadkach również w pierwszym roku Generalnego Gubernatorstwa, ostatecznie wycofane 31 maja 1940 r.

## Pierwsza emisja (1919)
Dnia 29 stycznia 1919 r. utworzono Urząd Skarbu Narodowego, a 5 lutego 1919 r. wydano dekret, podpisany przez ministra skarbu Józefa Englicha, zapowiadający wprowadzenie lecha jako jednostki walutowej Rzeczypospolitej Polskiej. Zgodnie z postulatami dyrektora Polskiej Krajowej Kasy Pożyczkowej Stanisława Karpińskiego oraz artykułami prasowymi Mariana Gumowskiego 28 lutego 1919 r. nazwę rodzimej waluty zmieniono na złoty. Przygotowania do wprowadzenia złotego rozpoczęto już w 1919 r. zamawiając w prywatnych wytwórniach mosiężne krążki do bicia monet oraz drukując wyłącznie za granicą banknoty z umieszczoną datą emisji 28 lutego 1919 r. o nominałach od 1 złotego do 5000 złotych. Niższe nominały (do 50 złotych włącznie) były drukowane w drukarni Banku Francuskiego w Paryżu, a wyższe – w Waterlow & Sons w Londynie.
Na awersach banknotów umieszczano z reguły popiersie Tadeusza Kościuszki wg portretu Antoniego Oleszczyńskiego. Naczelnika insurekcji wyjątkowo na pięciozłotówce zastąpiono Józefem Poniatowskim. Wspólnym motywem na rewersach był orzeł.
W związku z utrzymywaniem w obiegu marki polskiej wydrukowana seria banknotów złotowych trafiła do skarbca bankowego, a latach 1919–1923 drukowano i wpuszczano w obieg banknoty systemu markowego. Wydrukowane banknoty złotowe wykorzystane zostały dopiero w dniu wprowadzenia reformy walutowej Władysława Grabskiego, tj. 28 kwietnia 1924 r., choć nie wszystkie jako banknoty weszły w tym dniu do obiegu. Dwa najniższe nominały, tj. jedno- i dwuzłotówka pojawiły się w kasach w funkcji biletów zdawkowych, mimo że ich szata graficzna, napisy oraz informacja o emitencie nie pasowały do tej roli. Dwa najwyższe nominały, tj. londyńskie 1000 i 5000 złotych nie zostały wpuszczone do obiegu. Jednym z głównych powodów była zbyt wysoka wartość nominalna tych banknotów. Częściowo utracono banknoty o nominale 1000 zł (4000 szt.) przy załadunku na statek w 1920 roku w Londynie do Gdańska, gdyż dokerzy angielscy, ulegając propagandzie bolszewickiej, wyrzucili część skrzyń z banknotami do morza myśląc, że znajduje się w nich broń i amunicja do walki przeciw Rosji Sowieckiej.  Pozostałe nigdy do wybuchu drugiej wojny światowej nie zostały wprowadzone do obrotu, ponieważ posiadały zbyt wysoką wartość nominalną dla potrzeb rynku pieniężnego, zalegając w skarbcu Banku Polskiego. Banknoty te w czasie kampanii wrześniowej 1939 zostały wywiezione do zamku w Dubnie na Wołyniu. Wszelki słuch po nich zaginął po wkroczeniu na te tereny Armii Czerwonej po 17 września 1939 r. 
Pod koniec drugiego dziesięciolecia XXI w. banknot o nominale 5000 złotych znany jest tylko w postaci wzorów, tzn. egzemplarzy z dodatkowymi czerwonymi nadrukami:
- „WZÓR Bez wartości.” albo
- „SPECIMEN NO VALUE”.

Tysiączłotówkę można jednak spotkać w obrocie kolekcjonerskim  w wersji przygotowanej do obiegu, tzn. z numeracją bieżącą i bez żadnych dodatkowych napisów. Stan zachowania takich banknotów w ogromnej większości wykazuje ślady zużycia. Wg jednej z hipotez, w czasie wojny obronnej 1939, banknoty weszły w jakiś sposób do obrotu, jako być może wypłata żołdu dla oficerów. Taki banknot, ukryty w podwójnej zelówce buta, został odnaleziony przy zamordowanym w Katyniu oficerze.
Jeszcze w 1924 r. obok banknotów emisji 1919 r. w obiegu pojawiły się wybrane nominały II emisji (1924) w praktycznie niezmienionej formie graficznej.
Nominały 5 do 50 złotych były sukcesywnie wycofywane jeszcze w latach dwudziestych XX w. i zastępowane przez banknoty III i IV emisji (1925–1929). Najwyższe obiegowe nominały, czyli stu- i pięćsetzłotówka, były w obrocie pieniężnym do końca stycznia 1940 r.

### Banknoty wprowadzone jako bilety zdawkowe
| Nominał | Awers banknotu | Rewers banknotu | Charakterystyka        |
| ------- | -------------- | --------------- | ---------------------- |
| 1 złoty |                |                 | Emisja: 28 lutego 1919 |
| 2 złote |                |                 | Emisja: 28 lutego 1919 |

### Banknoty obiegowe
| Nominał     | Awers banknotu | Rewers banknotu | Charakterystyka        |
| ----------- | -------------- | --------------- | ---------------------- |
| 5 złotych   |                |                 | Emisja: 28 lutego 1919 |
| 10 złotych  |                |                 | Emisja: 28 lutego 1919 |
| 20 złotych  |                |                 | Emisja: 28 lutego 1919 |
| 50 złotych  |                |                 | Emisja: 28 lutego 1919 |
| 100 złotych |                |                 | Emisja: 28 lutego 1919 |
| 500 złotych |                |                 | Emisja: 28 lutego 1919 |

### Banknoty niewprowadzone do obiegu
| Nominał      | Awers banknotu | Rewers banknotu | Charakterystyka |
| ------------ | -------------- | --------------- | --------------- |
| 10 złotych   |                |                 |                 |
| 1000 złotych |                |                 |                 |
| 5000 złotych |                |                 |                 |

### Wzory
| Nominał      | Awers banknotu | Rewers banknotu |
| ------------ | -------------- | --------------- |
| 1 złoty      |                |                 |
| 2 złote      |                |                 |
| 5 złotych    |                |                 |
| 10 złotych   |                |                 |
| 20 złotych   |                |                 |
| 50 złotych   |                |                 |
| 100 złotych  |                |                 |
| 500 złotych  |                |                 |
| 1000 złotych |                |                 |
| 5000 złotych |                |                 |

### Projekty i próby druku

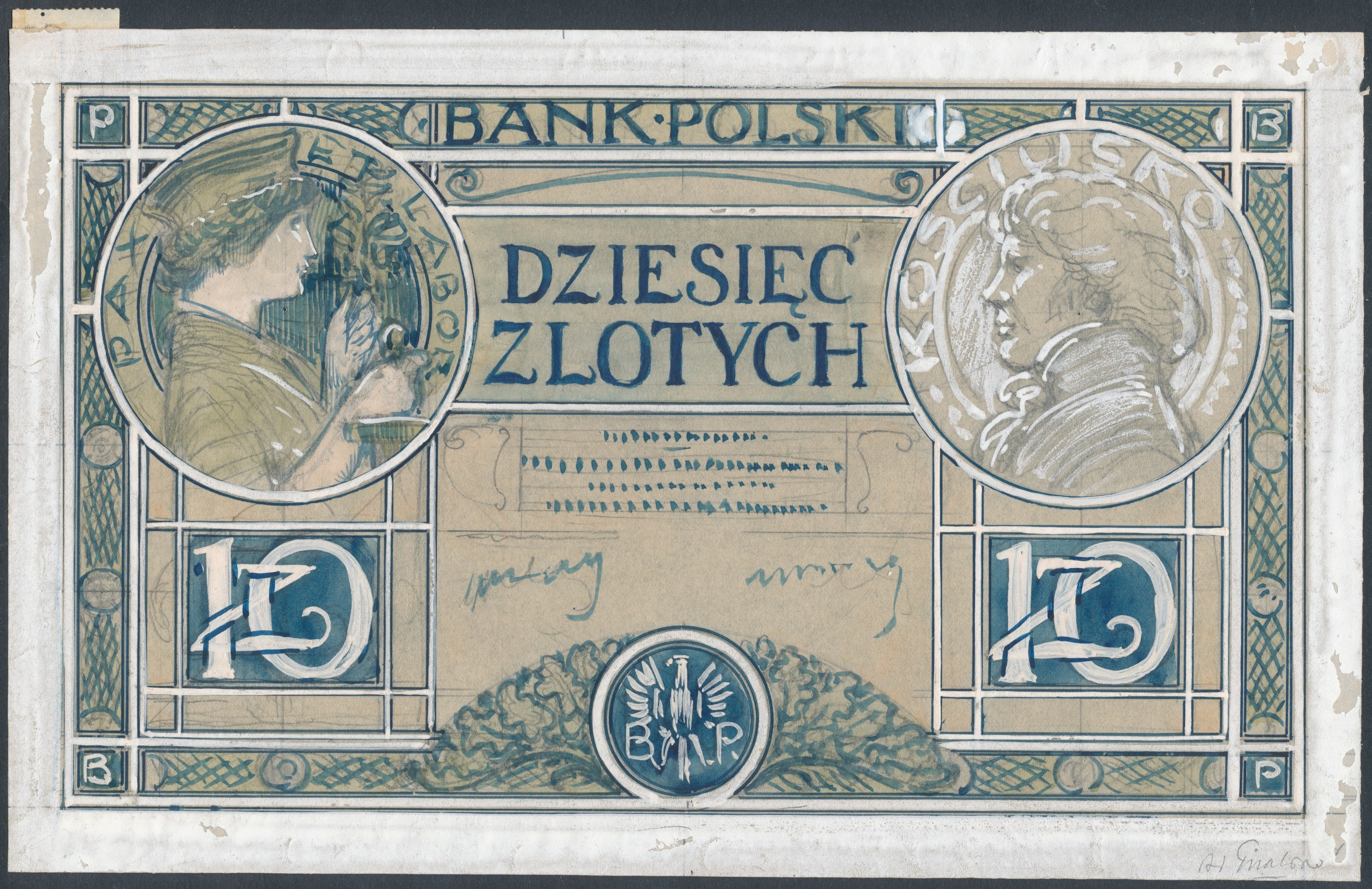
Awers wstępnej fazy projektu 10 złotych 1919
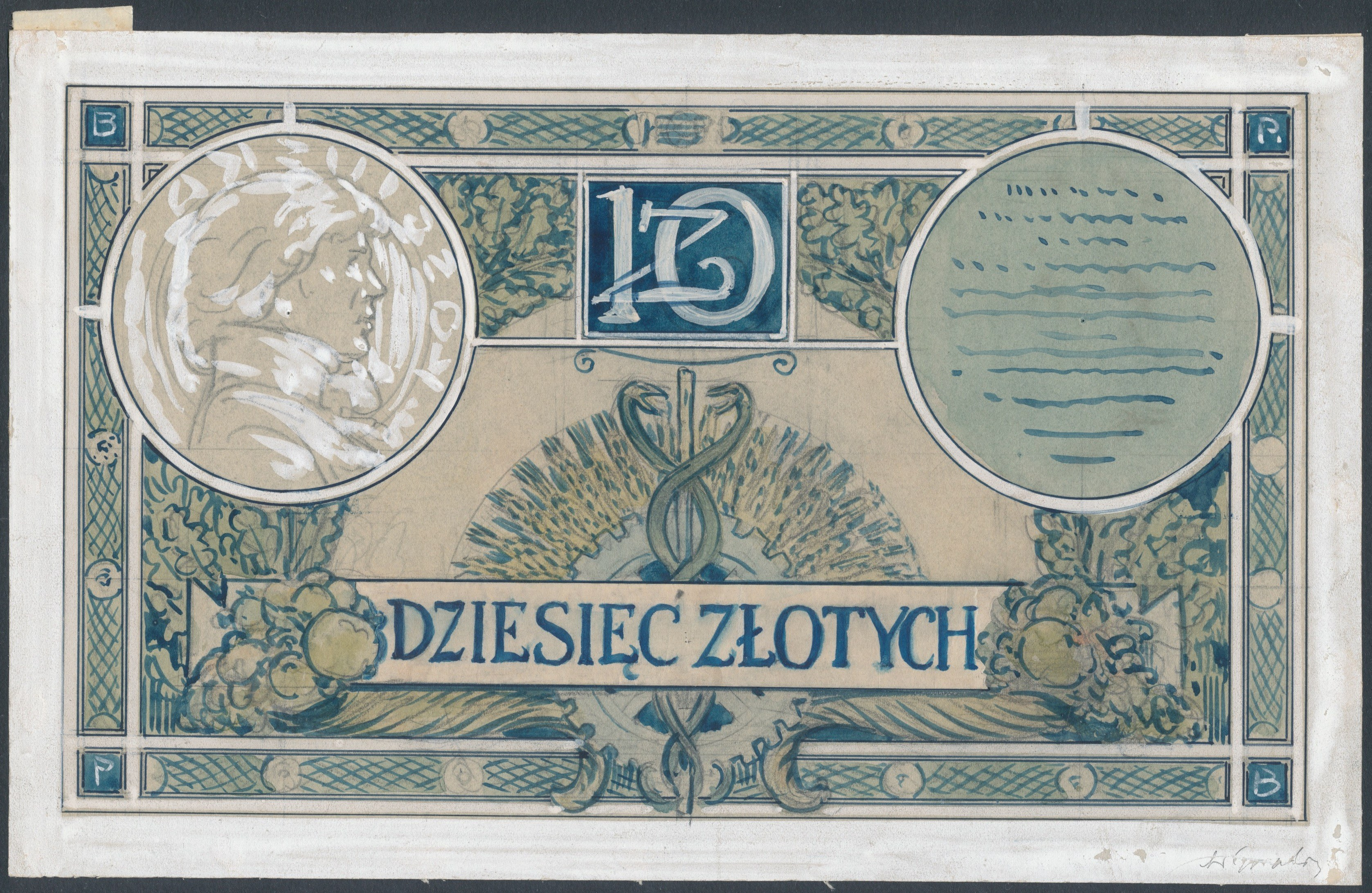
Rewers wstępnej fazy projektu 10 złotych 1919
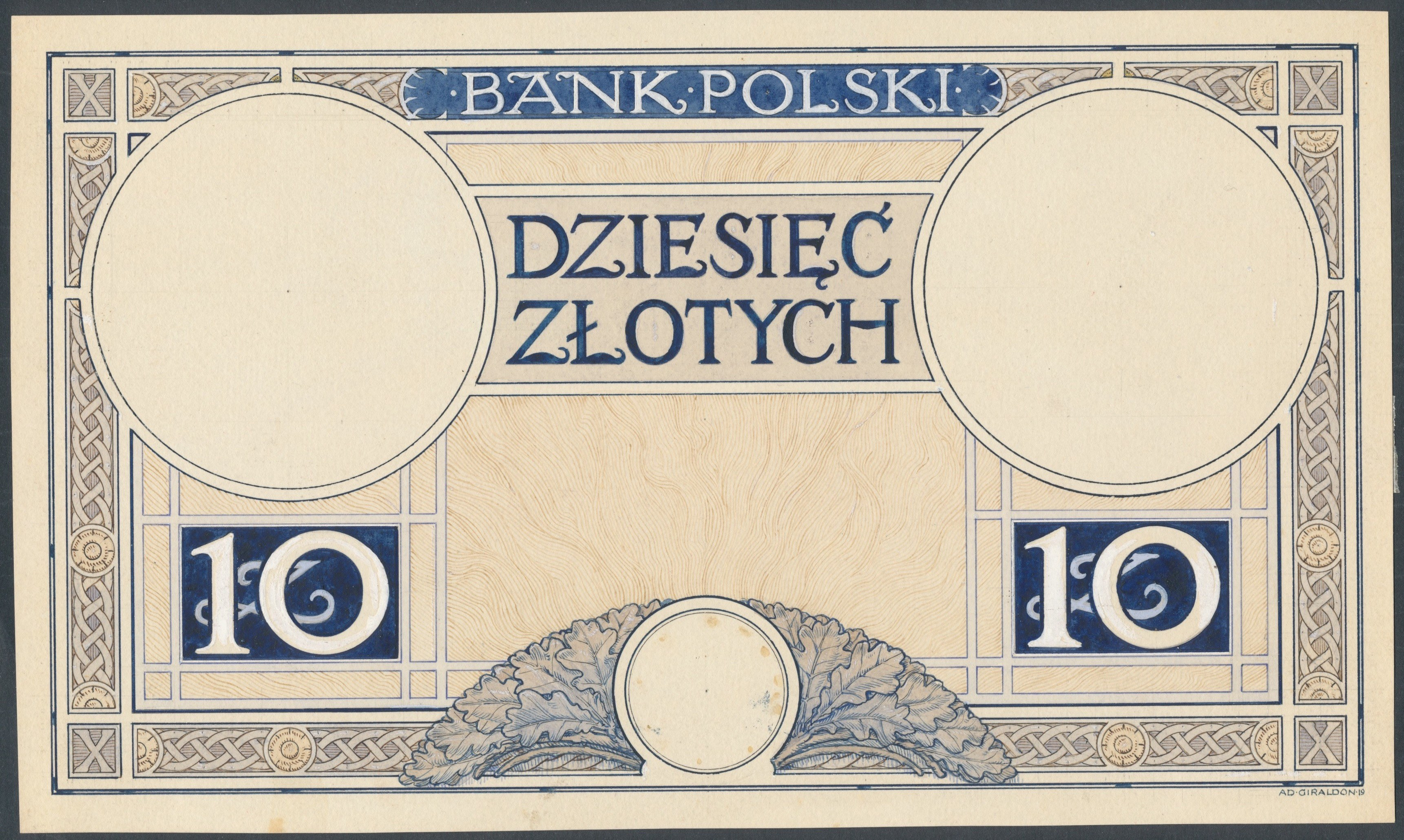
Awers kolejnej fazy projektu 10 złotych 1919
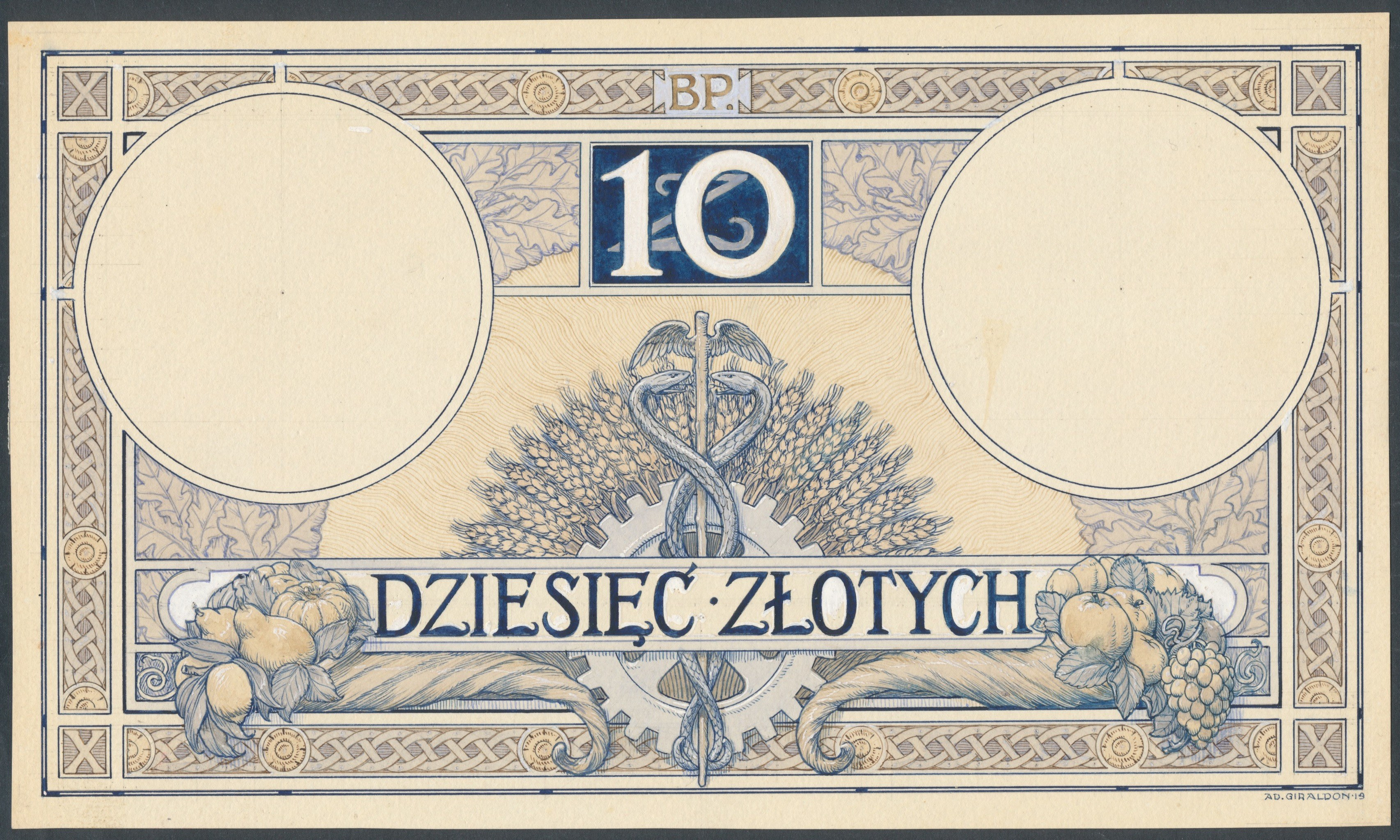
Rewers kolejnej fazy projektu 10 złotych 1919
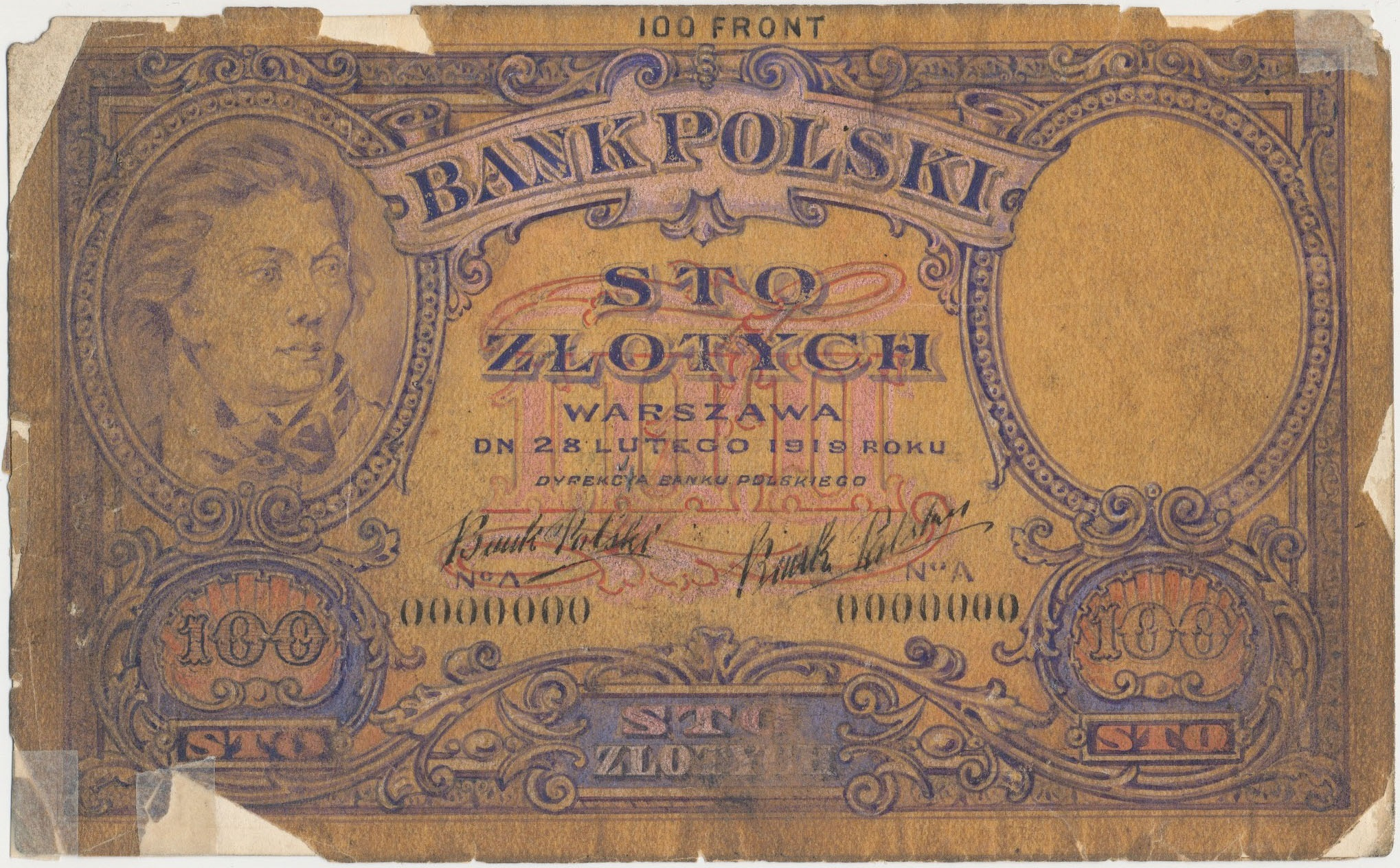
Awers projektu 100 złotych
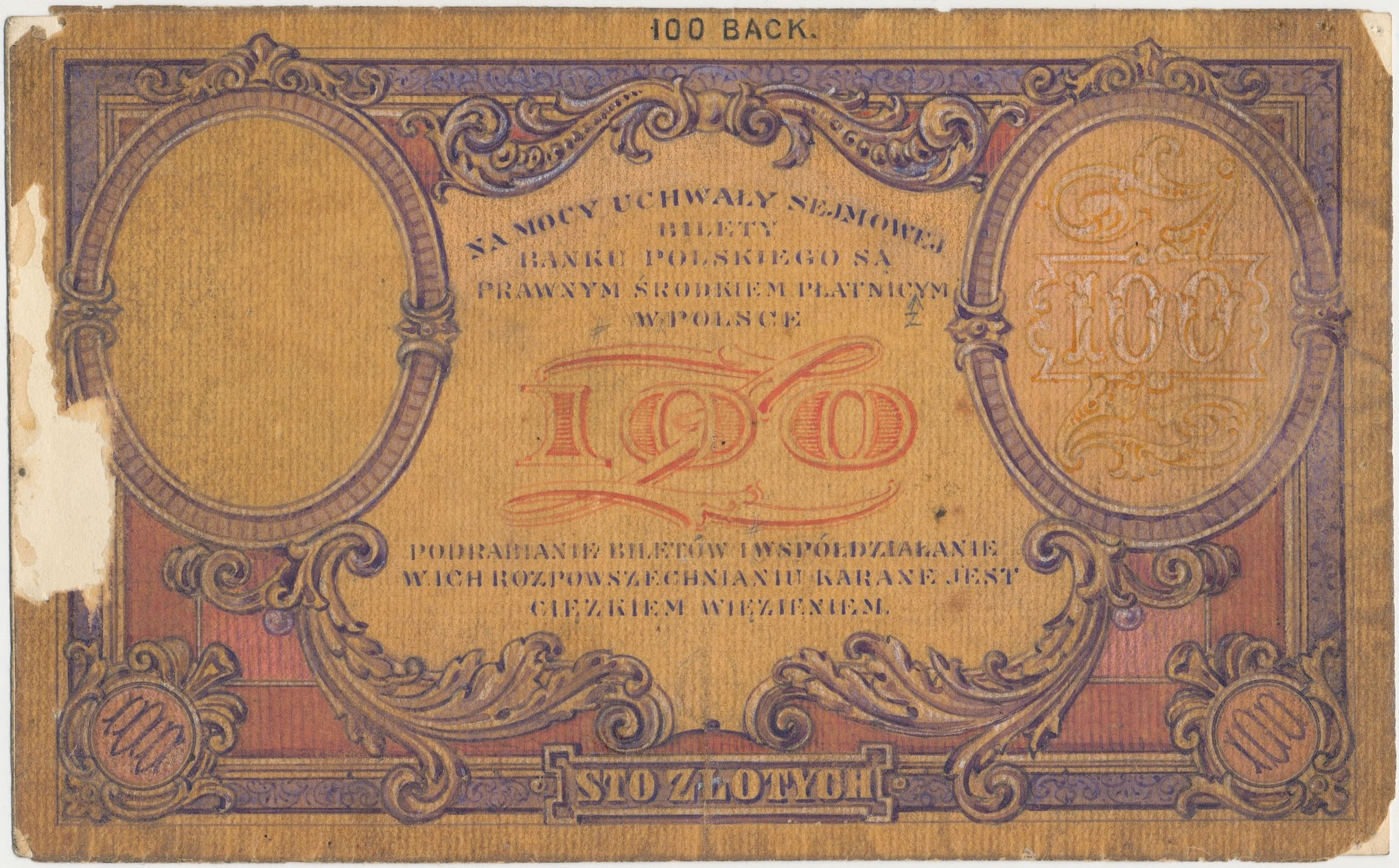
Rewers projektu 100 złotych
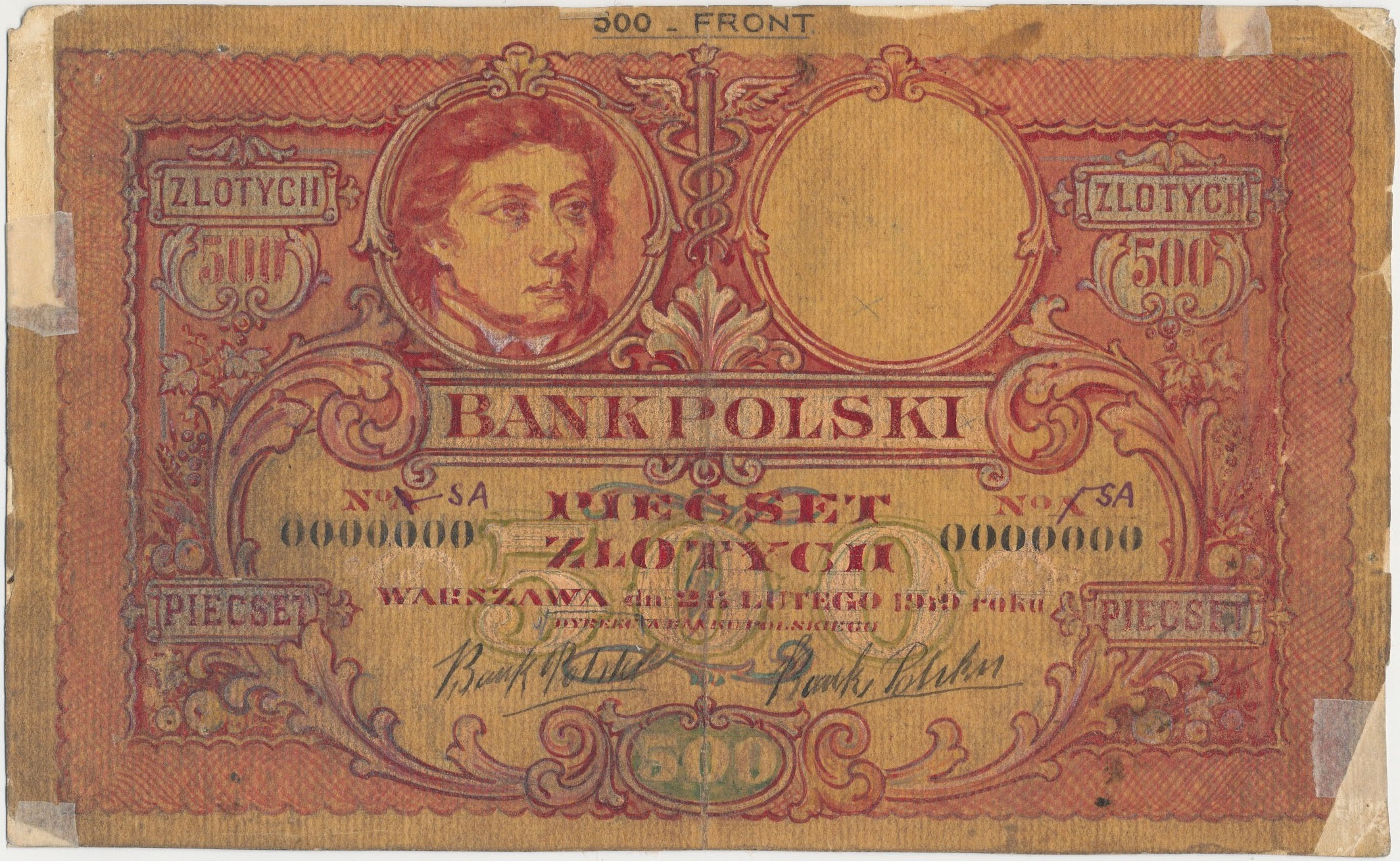
Awers projektu 500 złotych
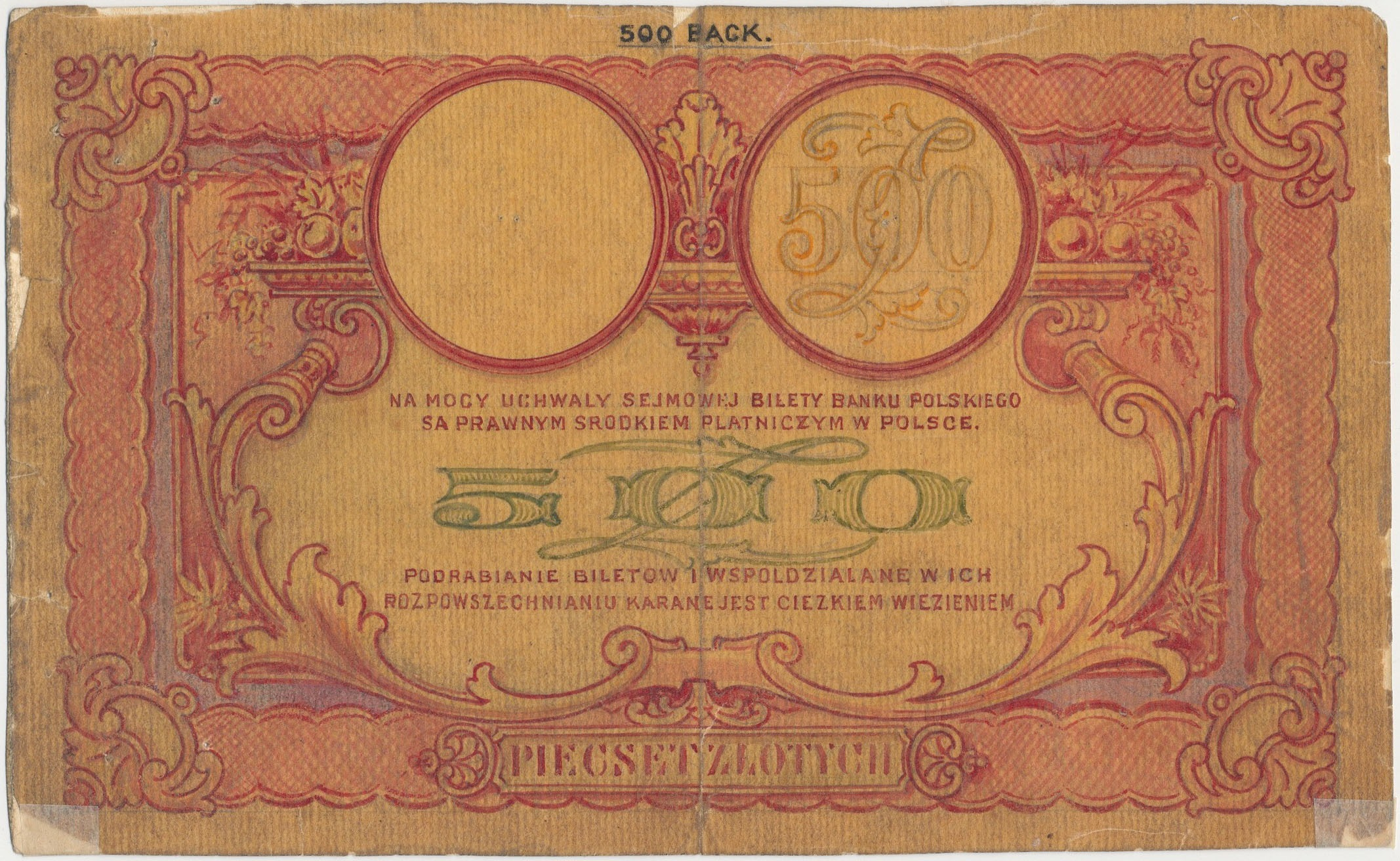
Awers projektu 500 złotych
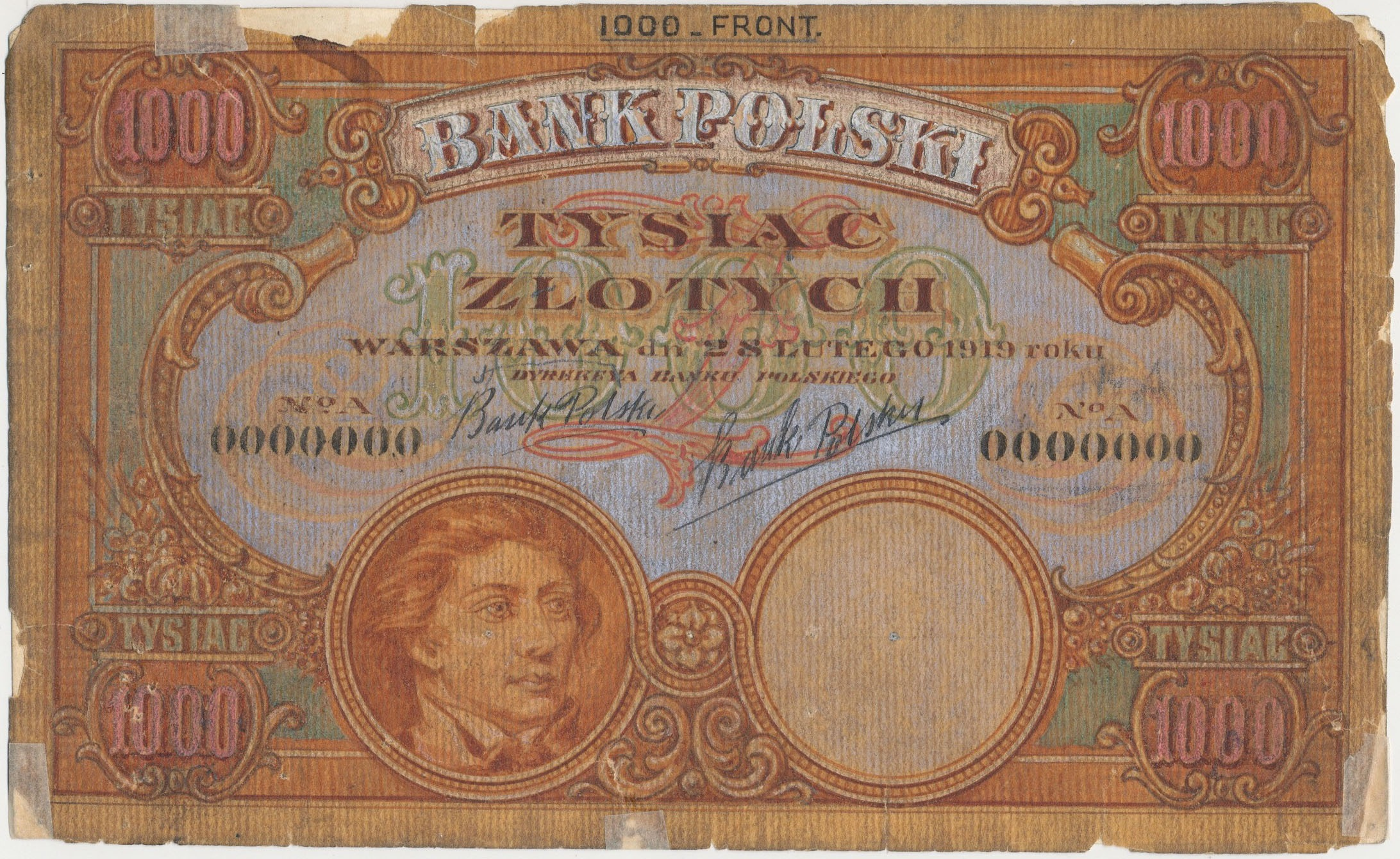
Awers projektu 1000 złotych
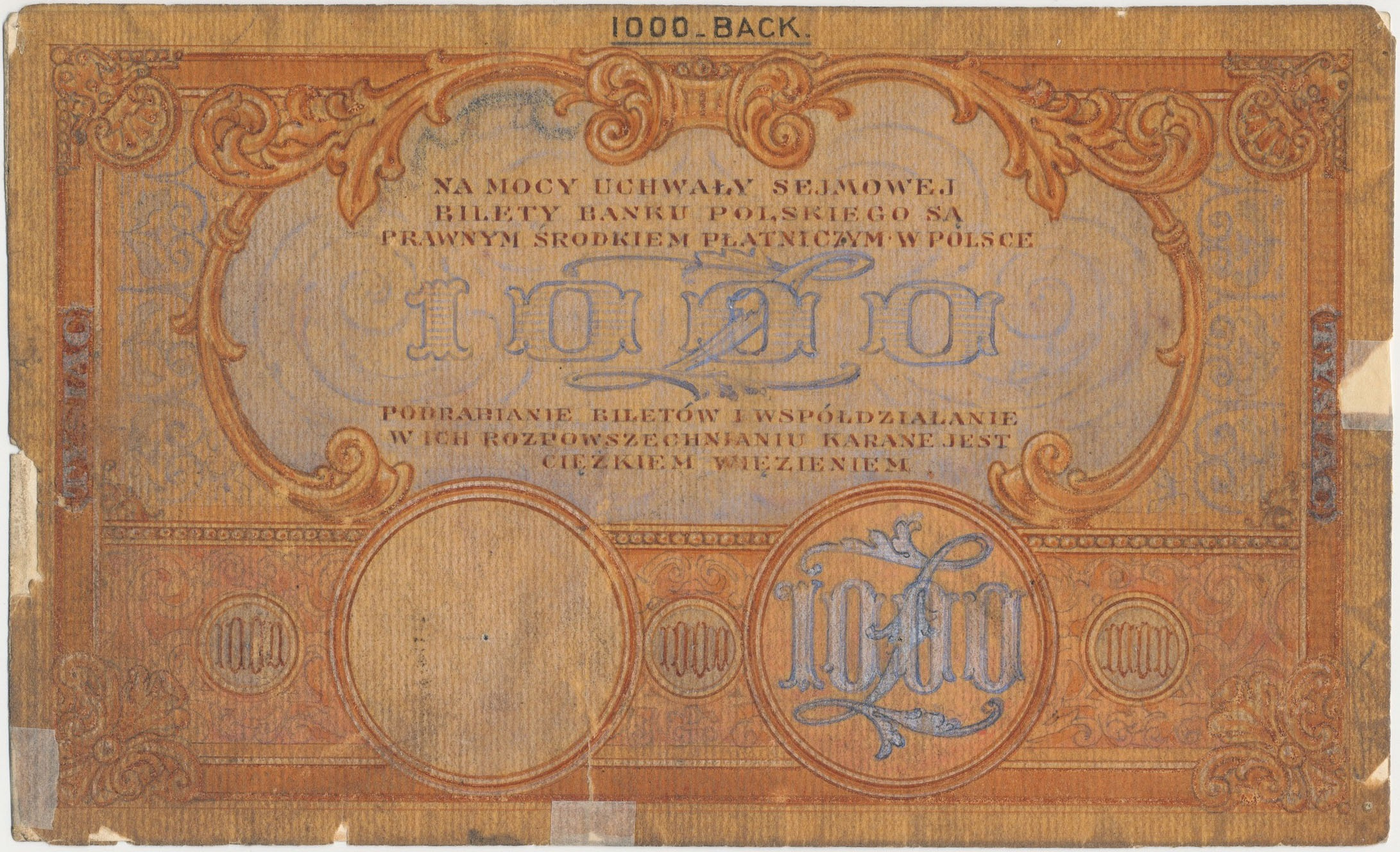
Awers projektu 1000 złotych
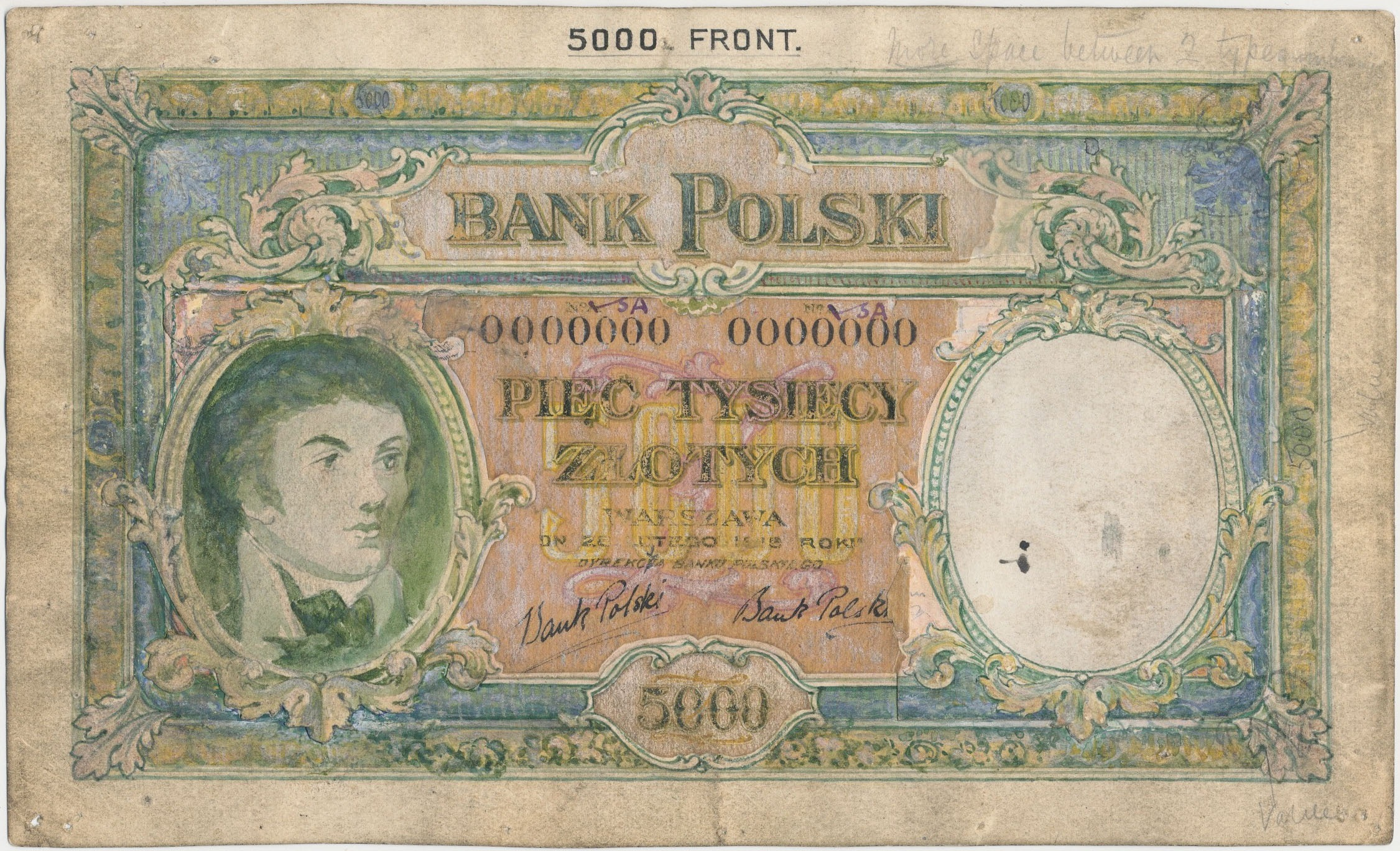
Awers projektu 5000 złotych
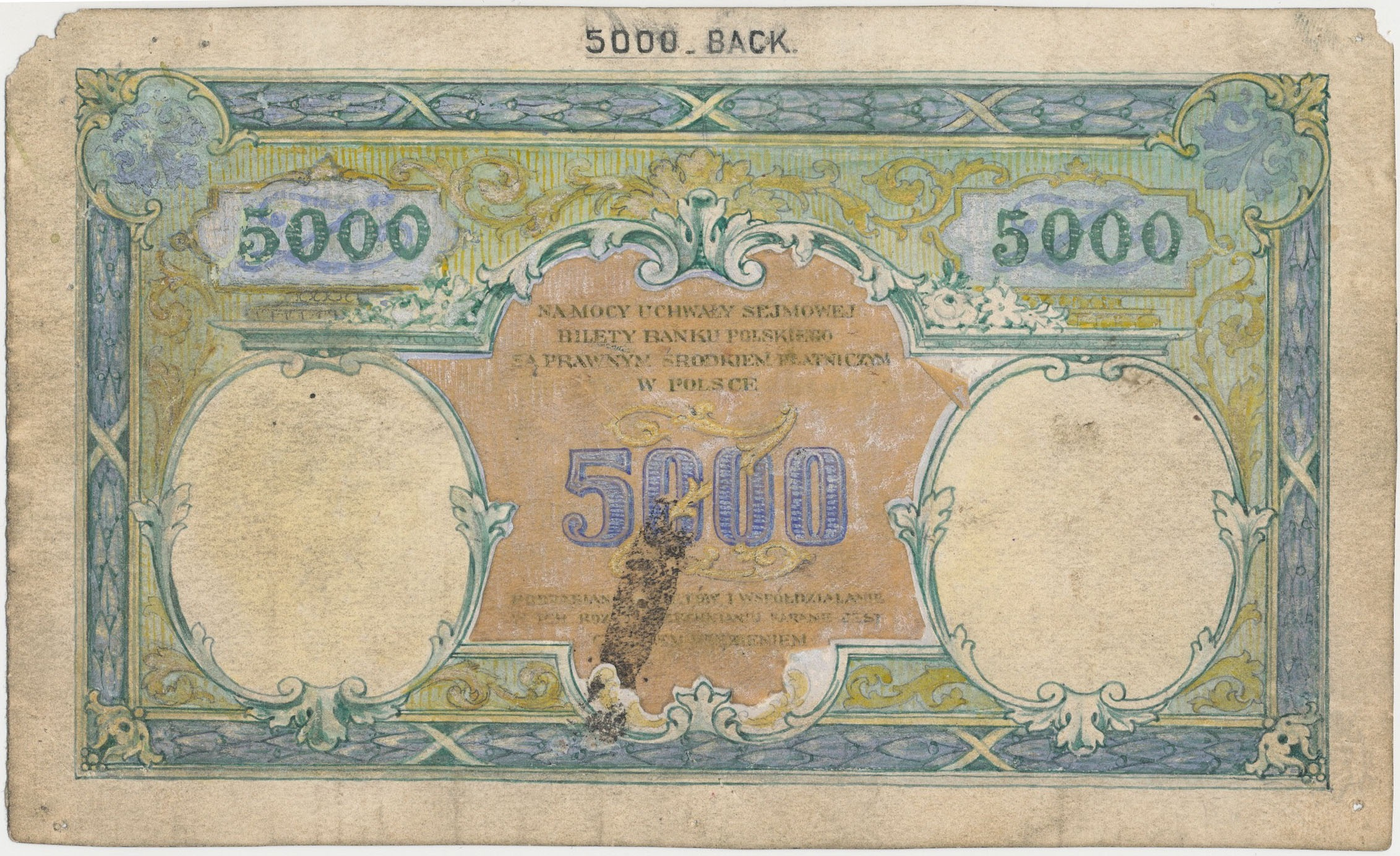
Rewers projektu 5000 złotych

### Fałszerstwa

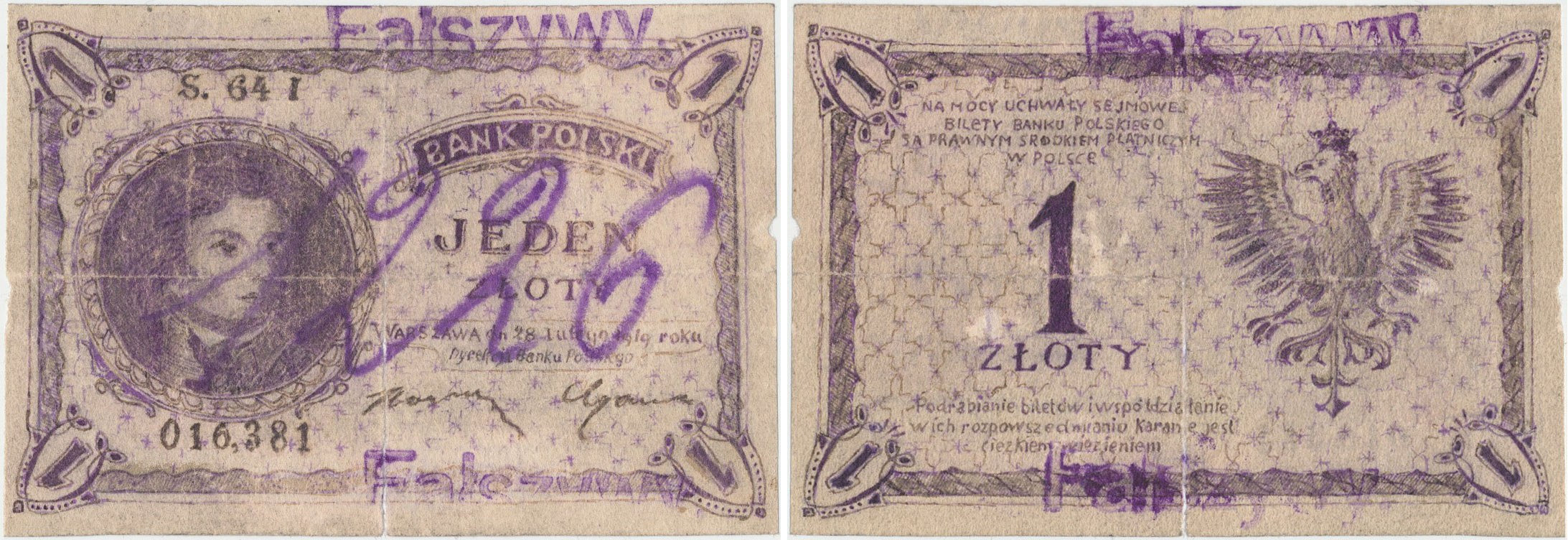
fałszerstwo jednozłotówki
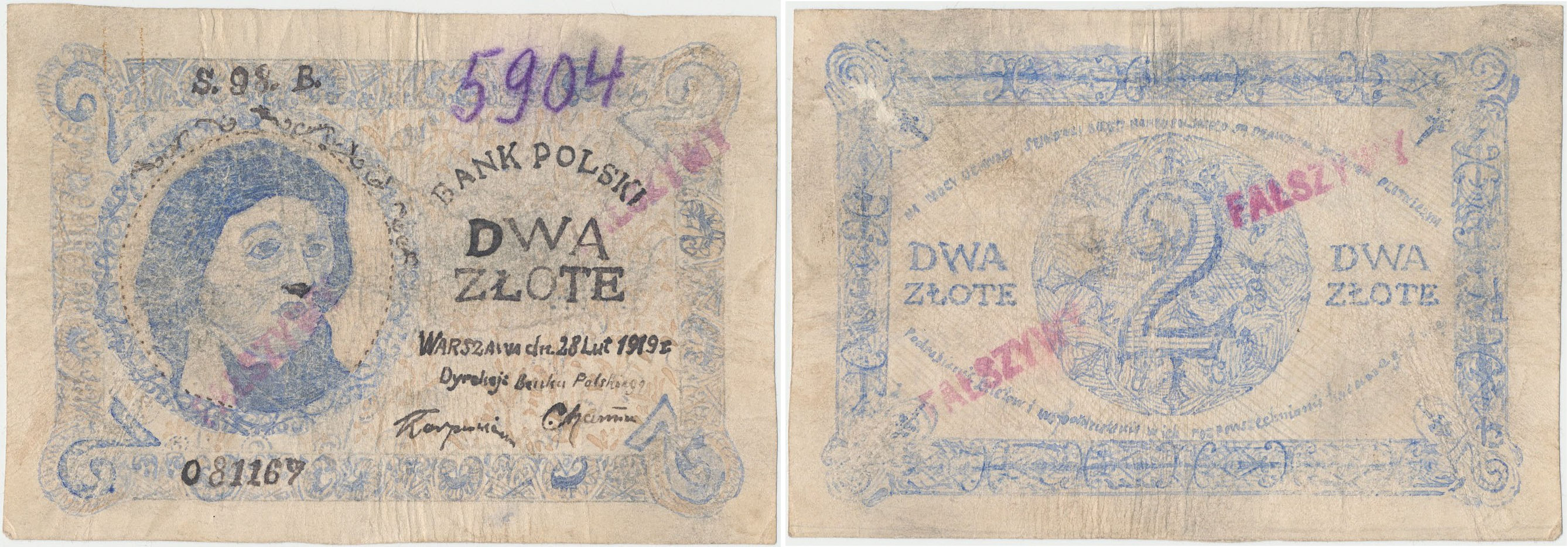
fałszerstwo dwuzłotówki
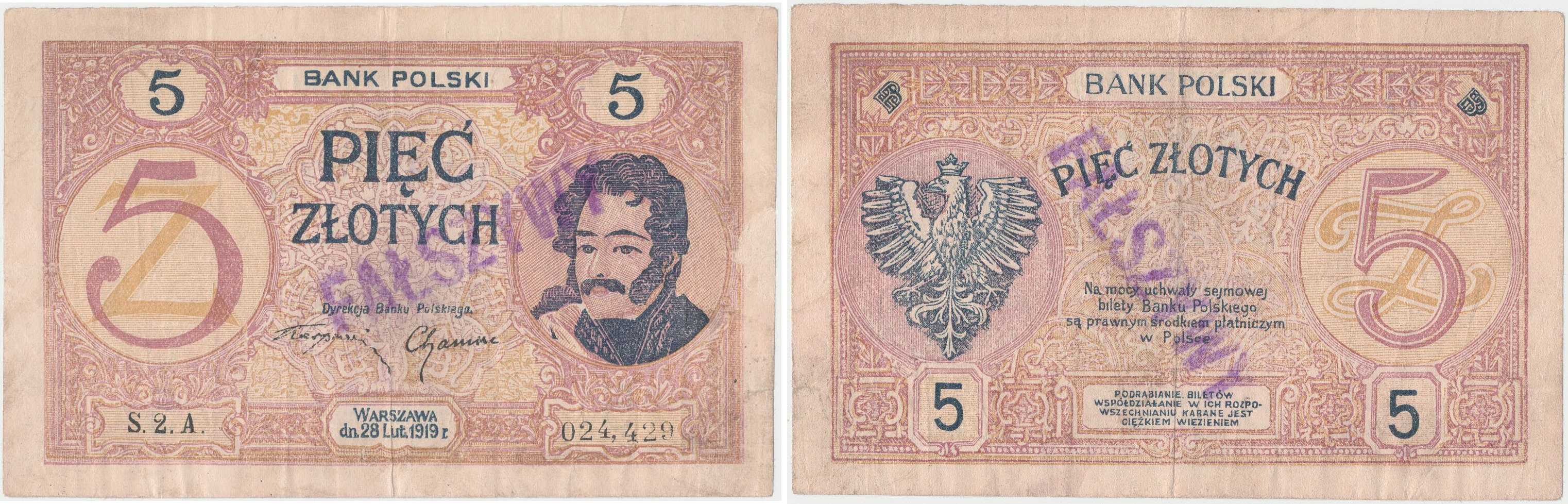
fałszerstwo pięciozłotówki
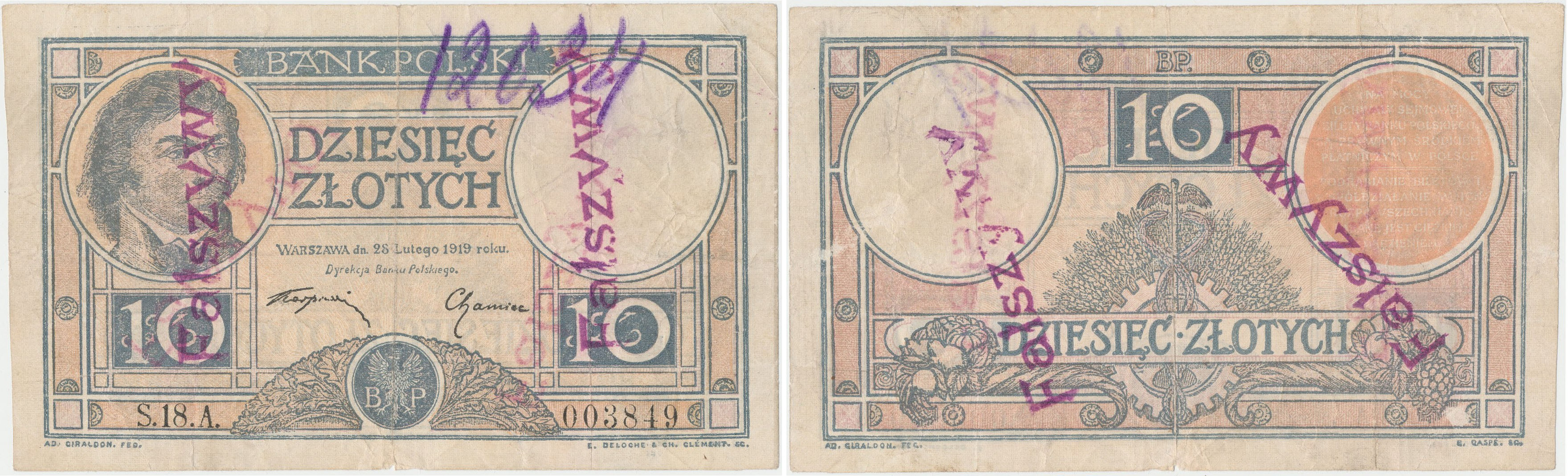
fałszerstwo dziesięciozłotówki
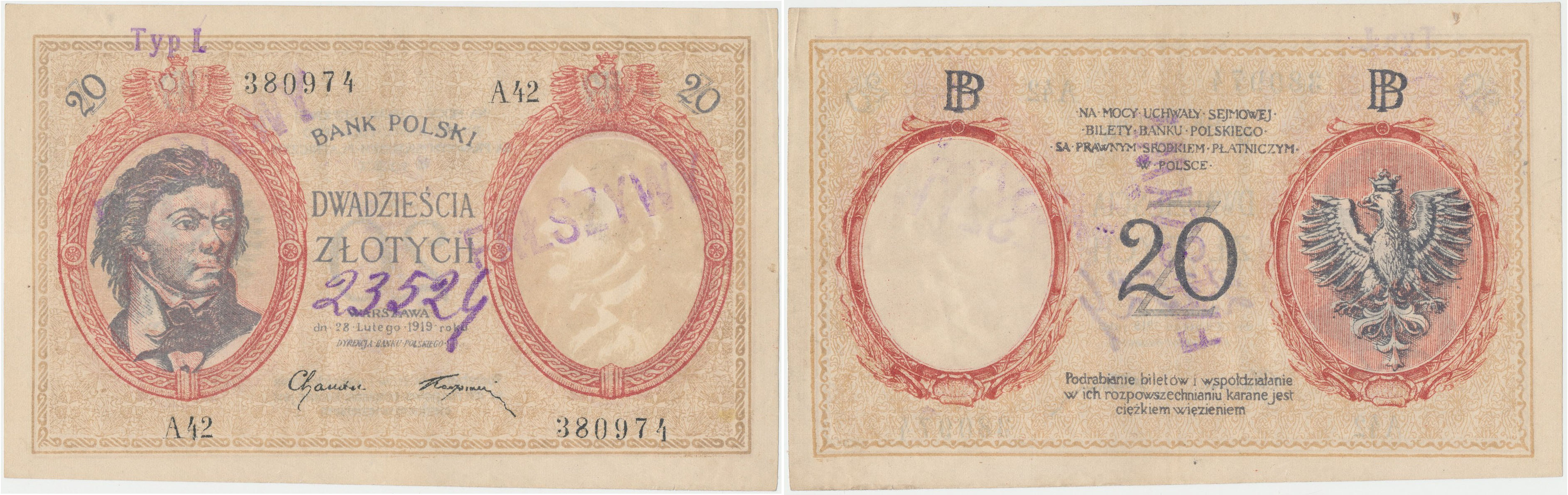
fałszerstwo dwudziestozłotówki
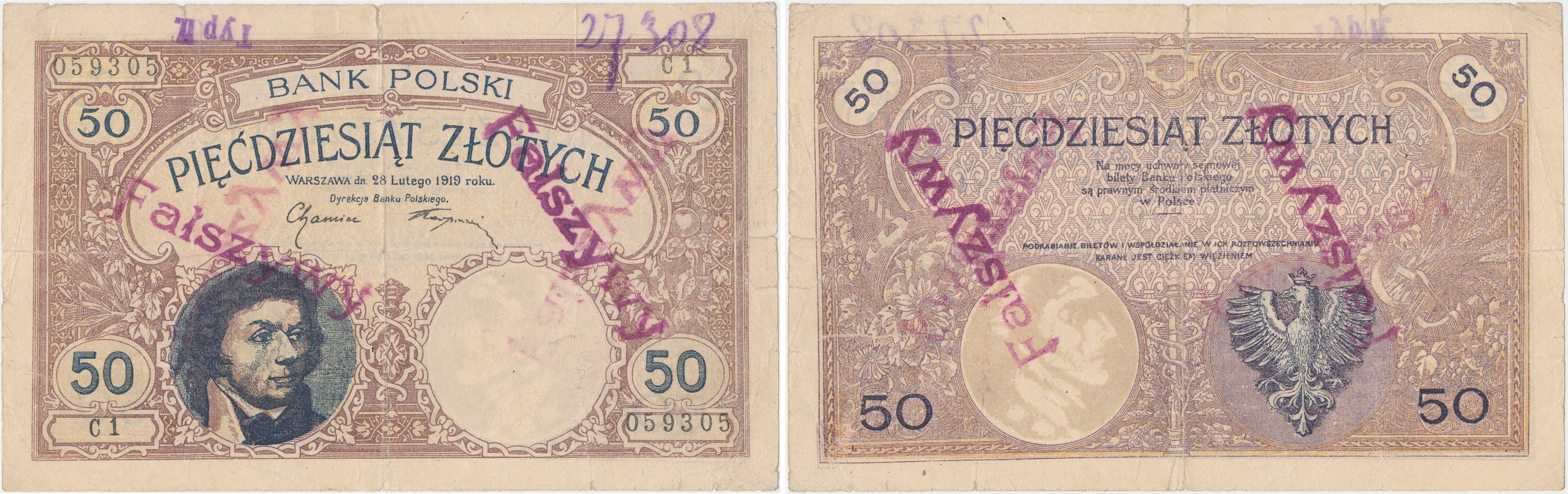
fałszerstwo pięćdziesięciozłotówki

## Druga emisja (1924)
Z datą 15 lipca 1924 r. wydrukowano banknoty drugiej emisji o nominałach: 5, 10 i 20 złotych, wprowadzone do obiegu od 30 września 1924 r. Było to spowodowane brakiem najniższych nominałów w kasach banku. Wzory banknotów praktycznie nie różniły się od swoich odpowiedników z emisji z 28 lutego 1919 r., choć dokonano drobnych zmian takich jak np. korekta tekstu klauzuli prawnej. Produkcja banknotów została przeniesiona do Polski, do drukarni Banku Polskiego w Warszawie, w której wykorzystano oryginalne francuskie klisze.
Banknoty II emisji były sukcesywnie wycofywane jeszcze w latach dwudziestych XX w. i zastępowane przez banknoty III i IV emisji (1925–1929).

### Banknoty obiegowe
| Nominał    | Awers banknotu | Rewers banknotu | Charakterystyka       |
| ---------- | -------------- | --------------- | --------------------- |
| 5 złotych  |                |                 | Emisja: 15 lipca 1924 |
| 10 złotych |                |                 | Emisja: 15 lipca 1924 |
| 20 złotych |                |                 |                       |

### Wzory
| Nominał    | Awers banknotu | Rewers banknotu |
| ---------- | -------------- | --------------- |
| 5 złotych  |                |                 |
| 10 złotych |                |                 |
| 10 złotych |                |                 |

### Fałszerstwa

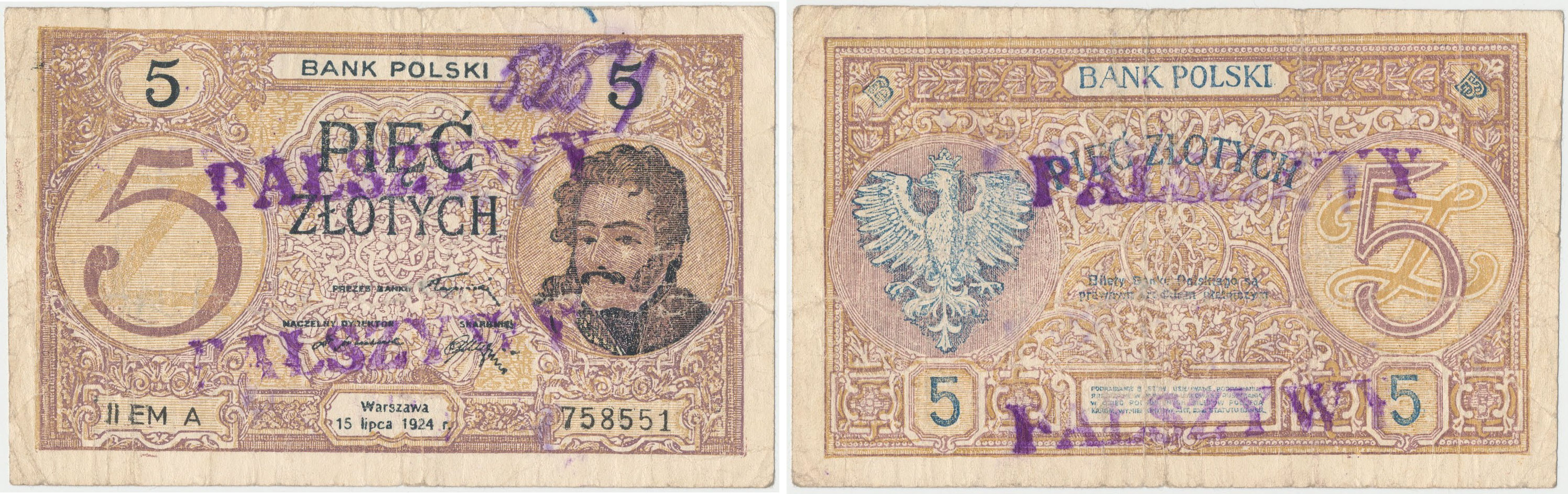
fałszerstwo pięciozłotówki
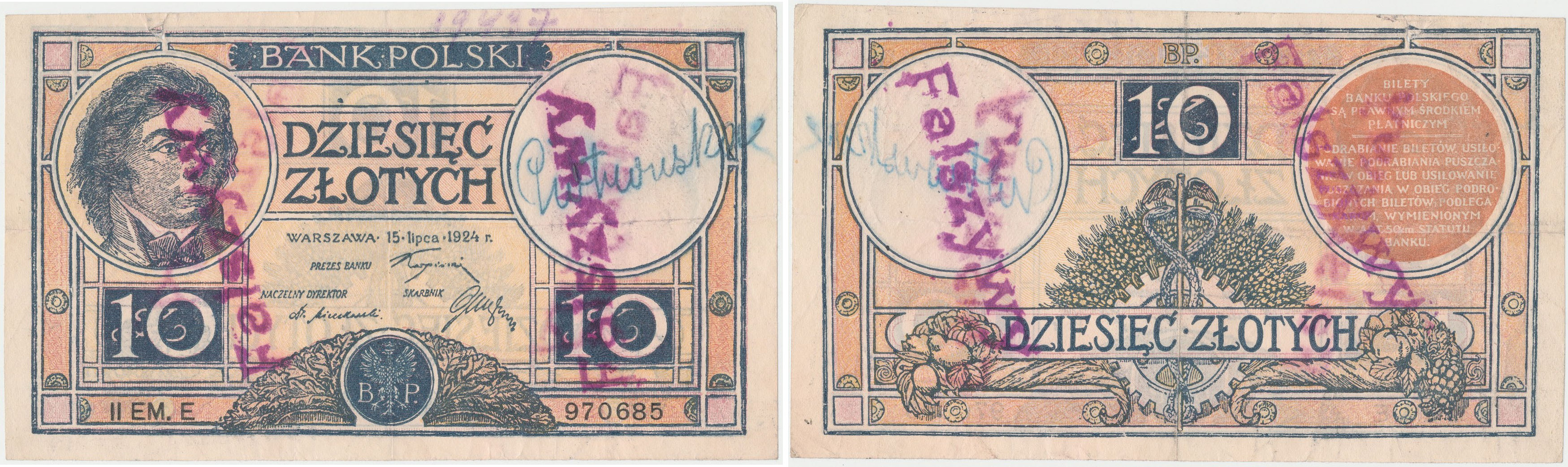
fałszerstwo dziesięciozłotówki
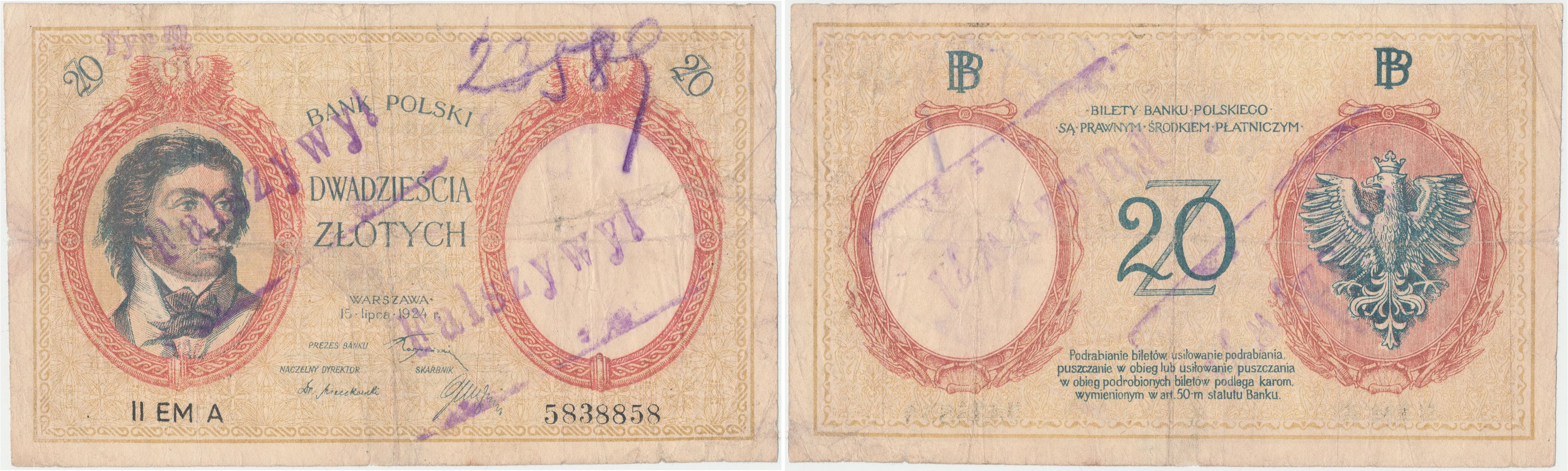
fałszerstwo dwudziestozłotówki

## Trzecia i czwarta emisja (1925–1929)
Z datami emisji 1925 oraz  1926 przygotowano i wprowadzono w 1927 r. trzy nominały banknotów: 10, 20 i 50 złotych o całkowicie zmodyfikowanych wzorach rysunków awersu oraz rewersu. Była to tzw. III emisja Banku Polskiego. Banknoty te drukowano początkowo w Państwowych Zakładach Graficznych, a później w Wytwórni Papierów Wartościowych. 
Z datą emisji 1929 dokonano IV emisji. Były to te same nominały co poprzednio (10, 20, 50 złotych), o tych samych wzorach awersu i rewersu, lecz o poprawionej jakości druku. Papiery tej emisji trafiły do obiegu w latach 1929–1930. Były produkowane wyłącznie przez Polską Wytwórnię Papierów Wartościowych w Warszawie. 
Z końcem grudnia 1932 r. pozostające obiegu banknoty dziesięciozłotowe (III i IV emisji) zostały zastąpione przez monety. Banknoty dwudziestozłotowe tych emisji w latach trzydziestych XX w. zostały zastąpione przez banknoty o tych samych nominałach V i VI emisji. Mimo planów wprowadzenia nowego wzoru pięćdziesięciozłotówki, nominał ten pozostał do wybuchu drugiej wojny światowej w niezmienionej formie.
Wycofane z końcem 1932 r. banknoty dziesięciozłotowe ponownie wprowadzono do obiegu 26 sierpnia 1939 r., spodziewając się w okresie wojennym spontanicznego eliminowania przez ludność z użycia srebrnych monet o tym samym nominale. 

### Banknoty obiegowe III emisji (1925–1926)
| Nominał    | Awers banknotu | Rewers banknotu | Charakterystyka          |
| ---------- | -------------- | --------------- | ------------------------ |
| 10 złotych |                |                 |                          |
| 20 złotych |                |                 | Emisja: 1 marca 1926     |
| 50 złotych |                |                 | Emisja: 28 sierpnia 1925 |

### Banknoty obiegowe IV emisji (1929)
| Nominał    | Awers banknotu | Rewers banknotu | Charakterystyka         |
| ---------- | -------------- | --------------- | ----------------------- |
| 10 złotych |                |                 | Emisja: 20 lipca 1929   |
| 20 złotych |                |                 | Emisja: 1 września 1929 |
| 50 złotych |                |                 | Emisja: 1 września 1929 |

### Banknoty niewprowadzone do obiegu
| Nominał    | Awers banknotu | Rewers banknotu | Charakterystyka |
| ---------- | -------------- | --------------- | --------------- |
| 10 złotych |                |                 |                 |
| 20 złotych |                |                 |                 |

### Wzory
| Nominał    | Awers banknotu | Rewers banknotu |
| ---------- | -------------- | --------------- |
| 10 złotych |                |                 |
|            |                |                 |
| 20 złotych |                |                 |
| 50 złotych |                |                 |
| 10 złotych |                |                 |
| 20 złotych |                |                 |

### Projekty i próby druku

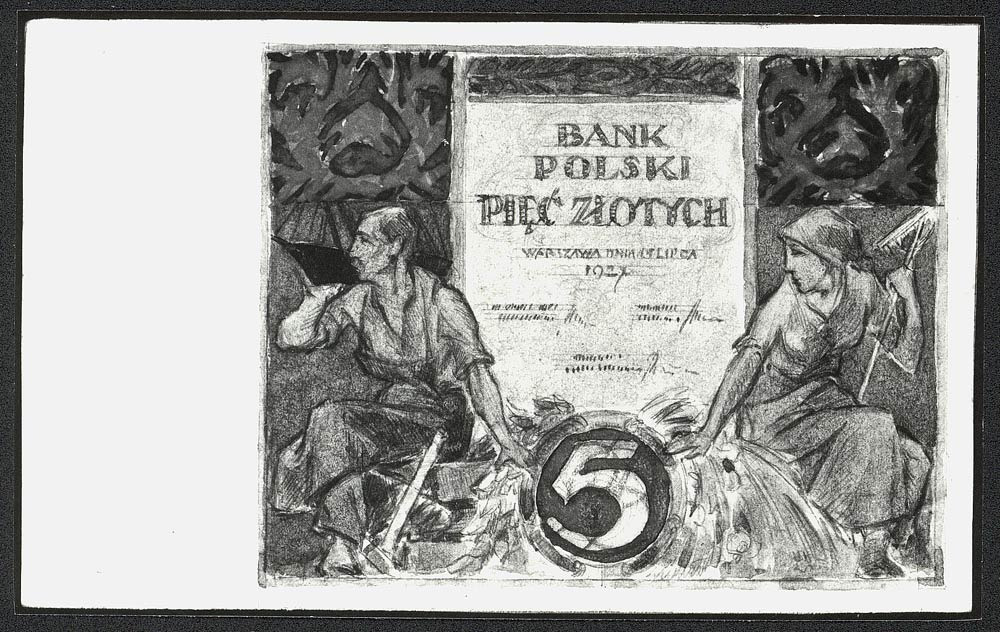
Fotokopia awersu projektu 5 złotych 1927
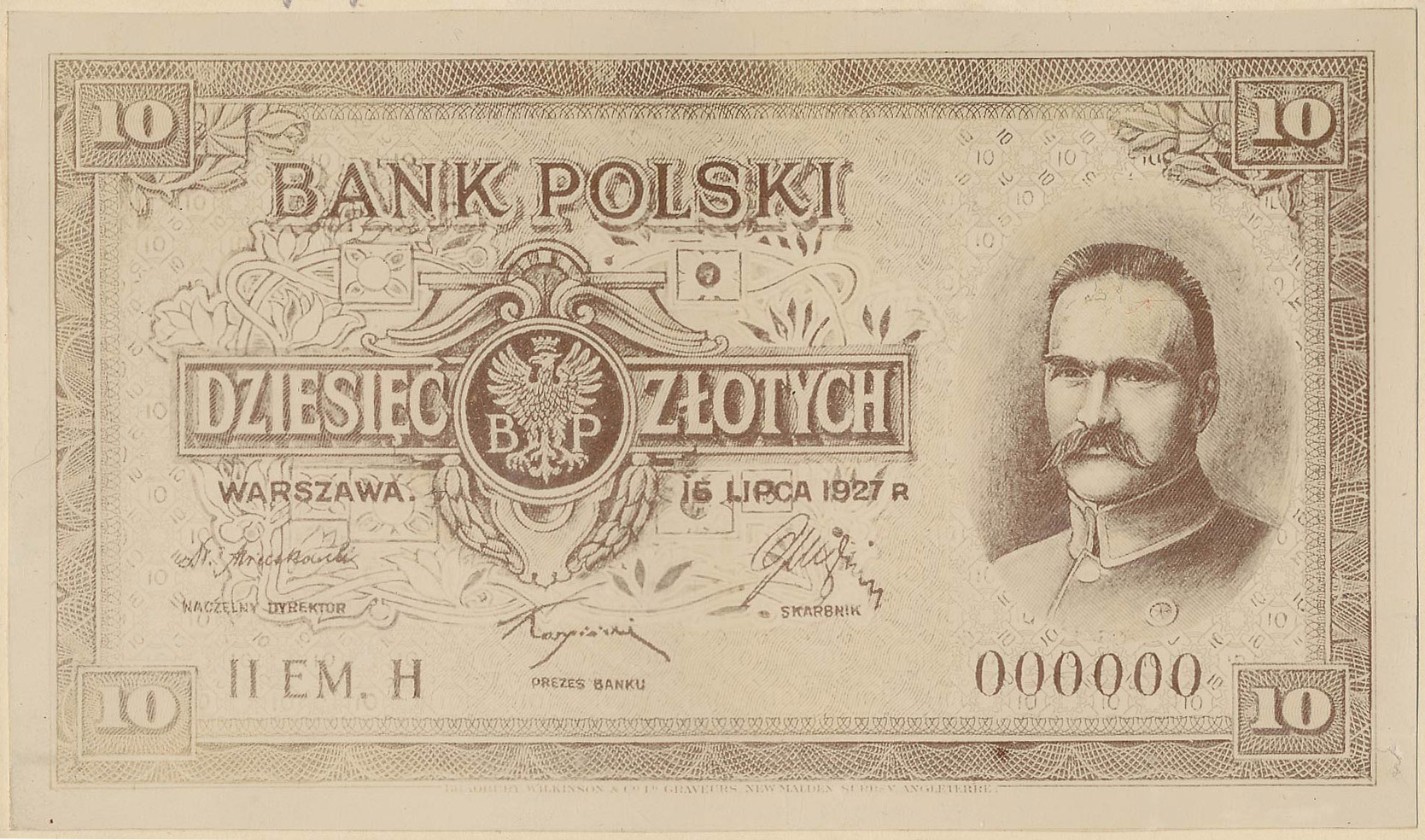
Awers fotoprojektu 10 złotych 1927
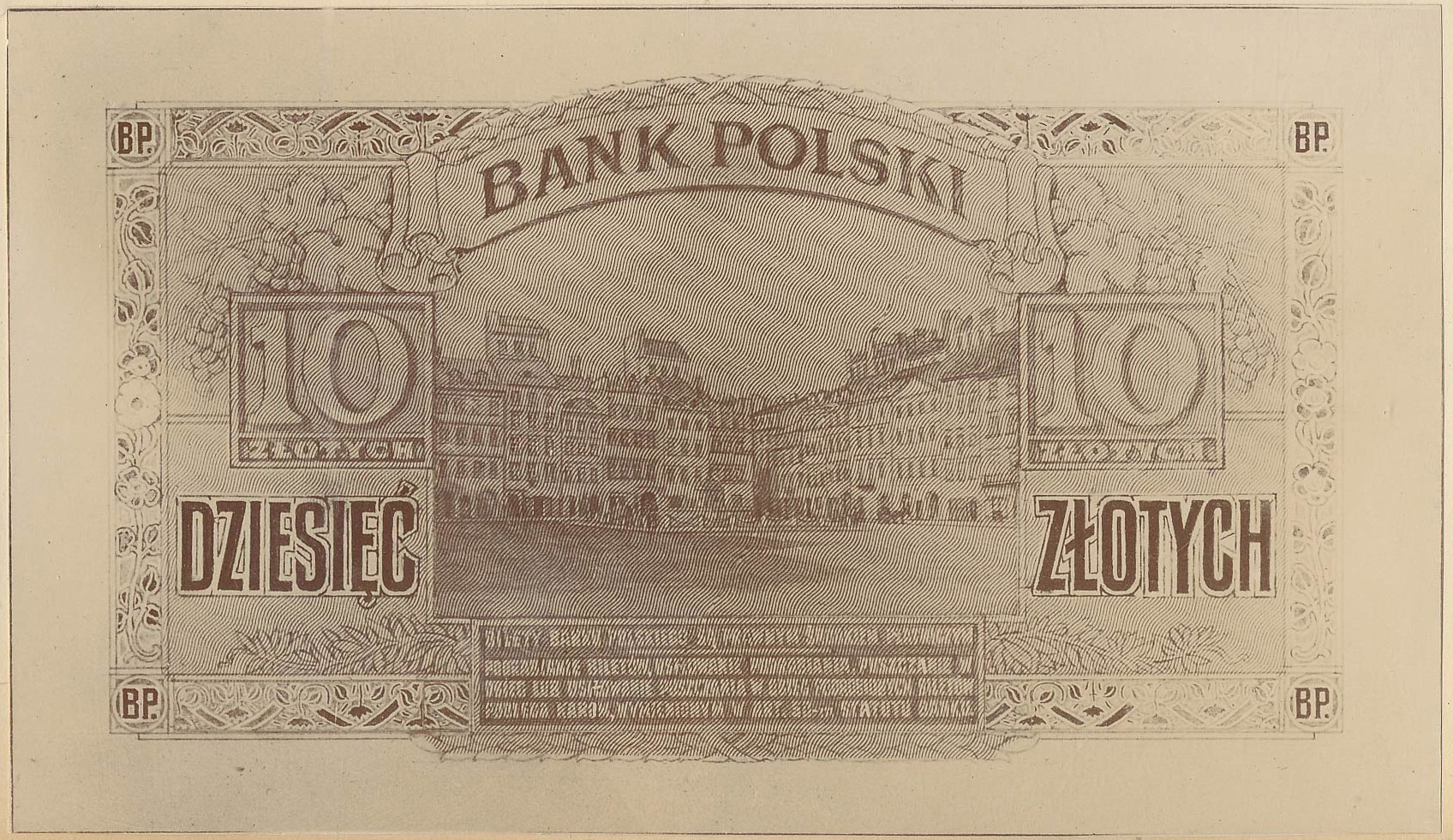
Rewers fotoprojektu 10 złotych 1927
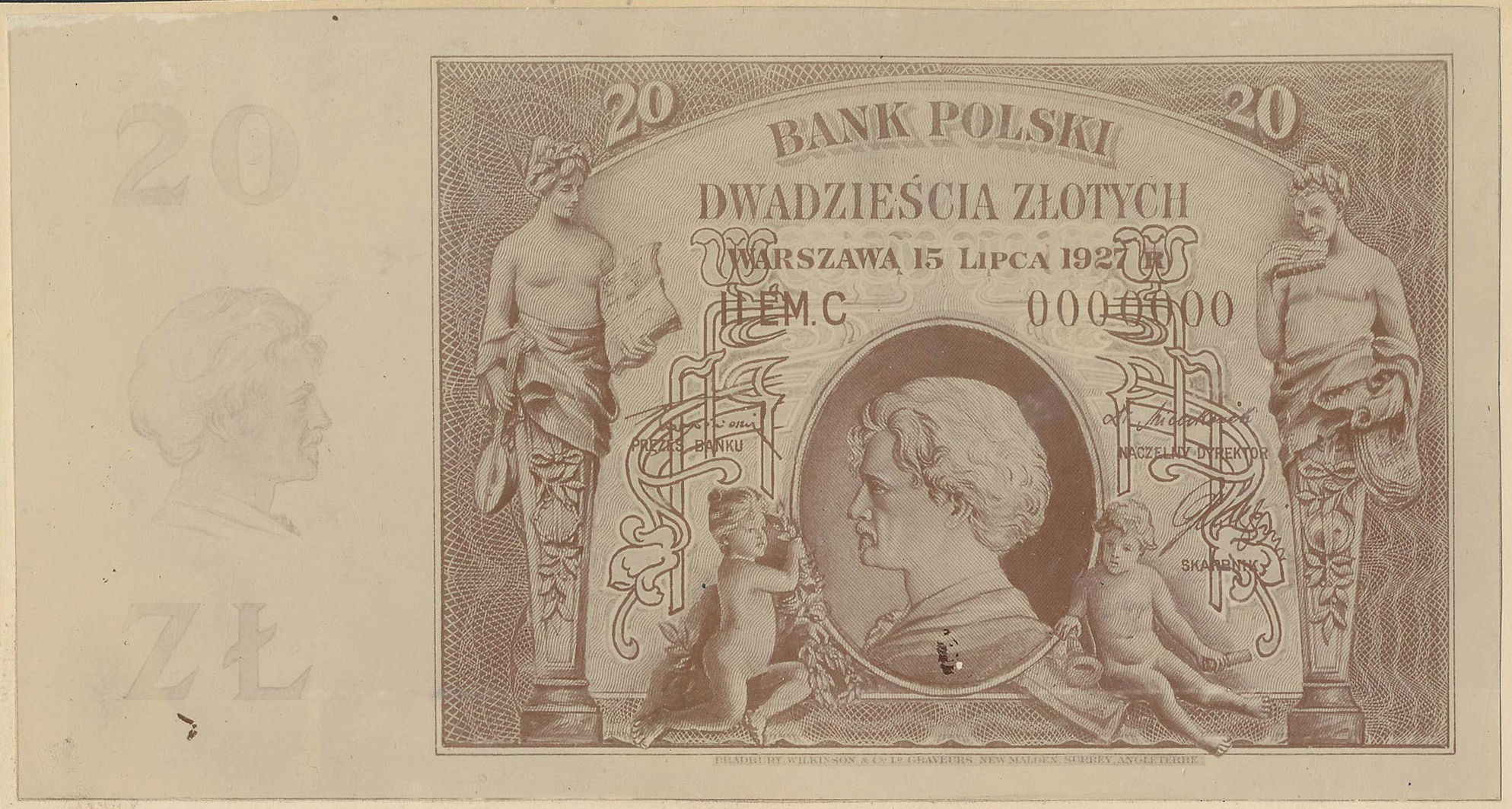
Awers fotoprojektu 20 złotych 1927
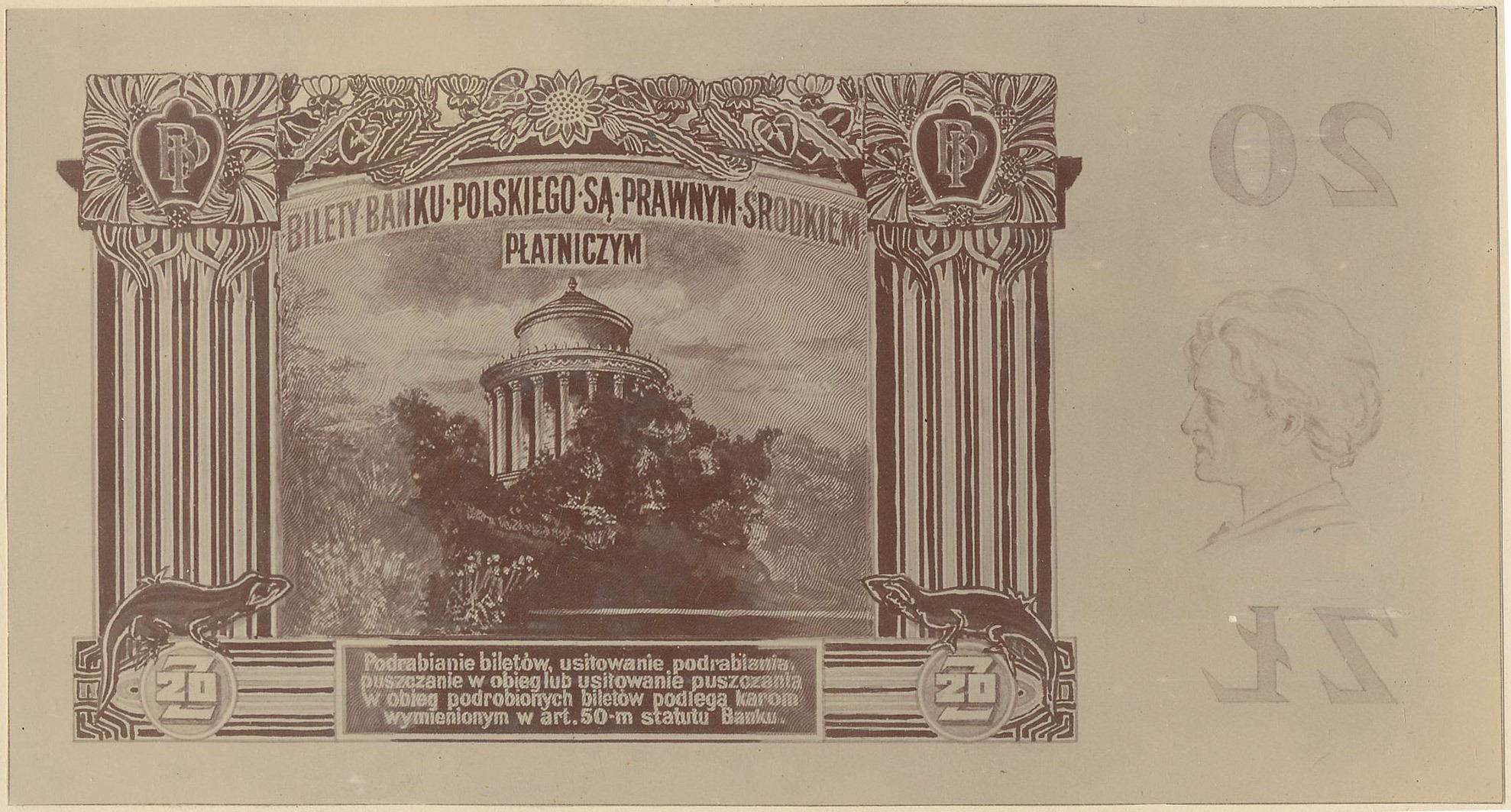
Rewers fotoprojektu 20 złotych 1927
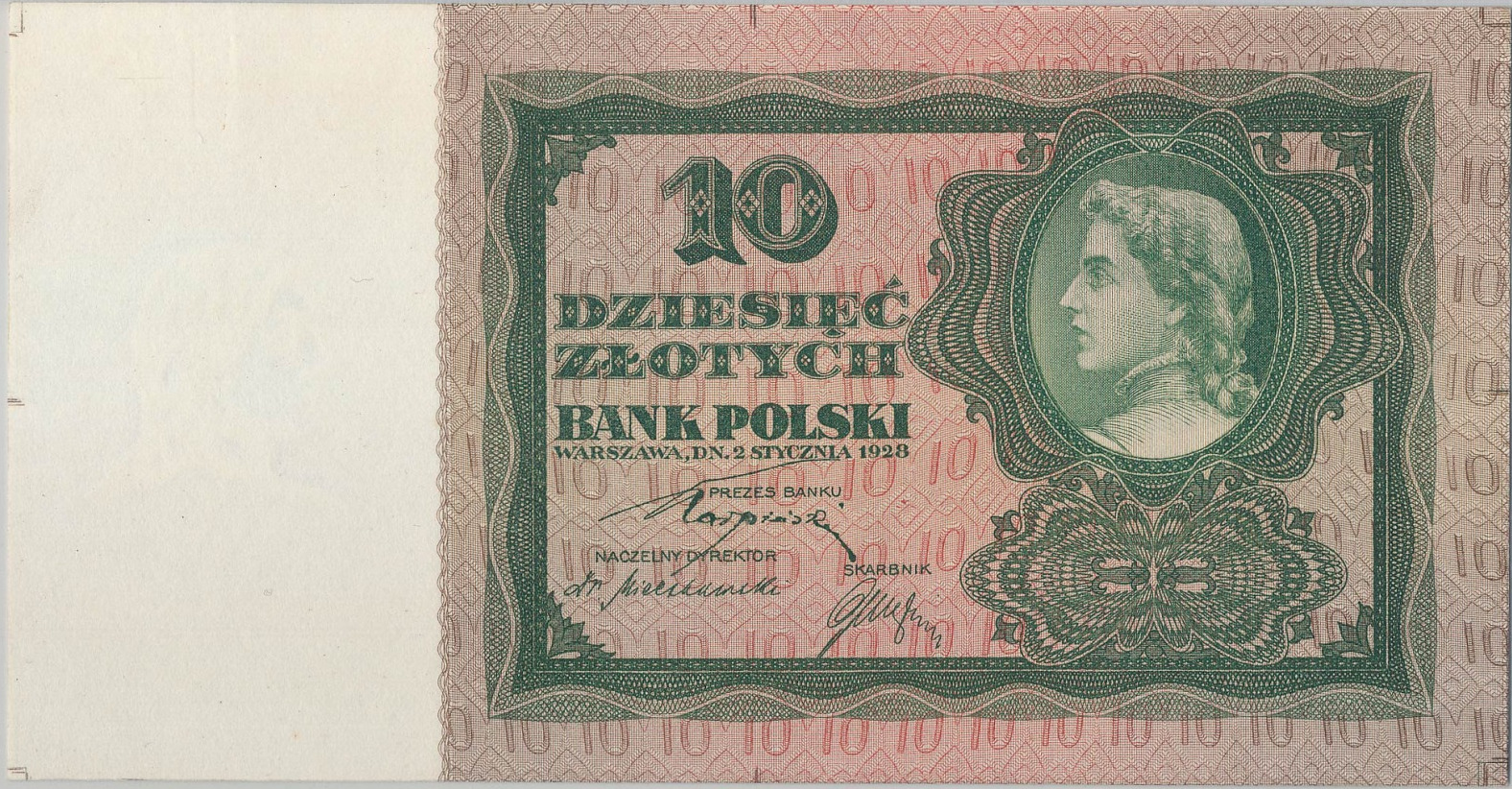
Awers próby koloru 10 złotych 1928
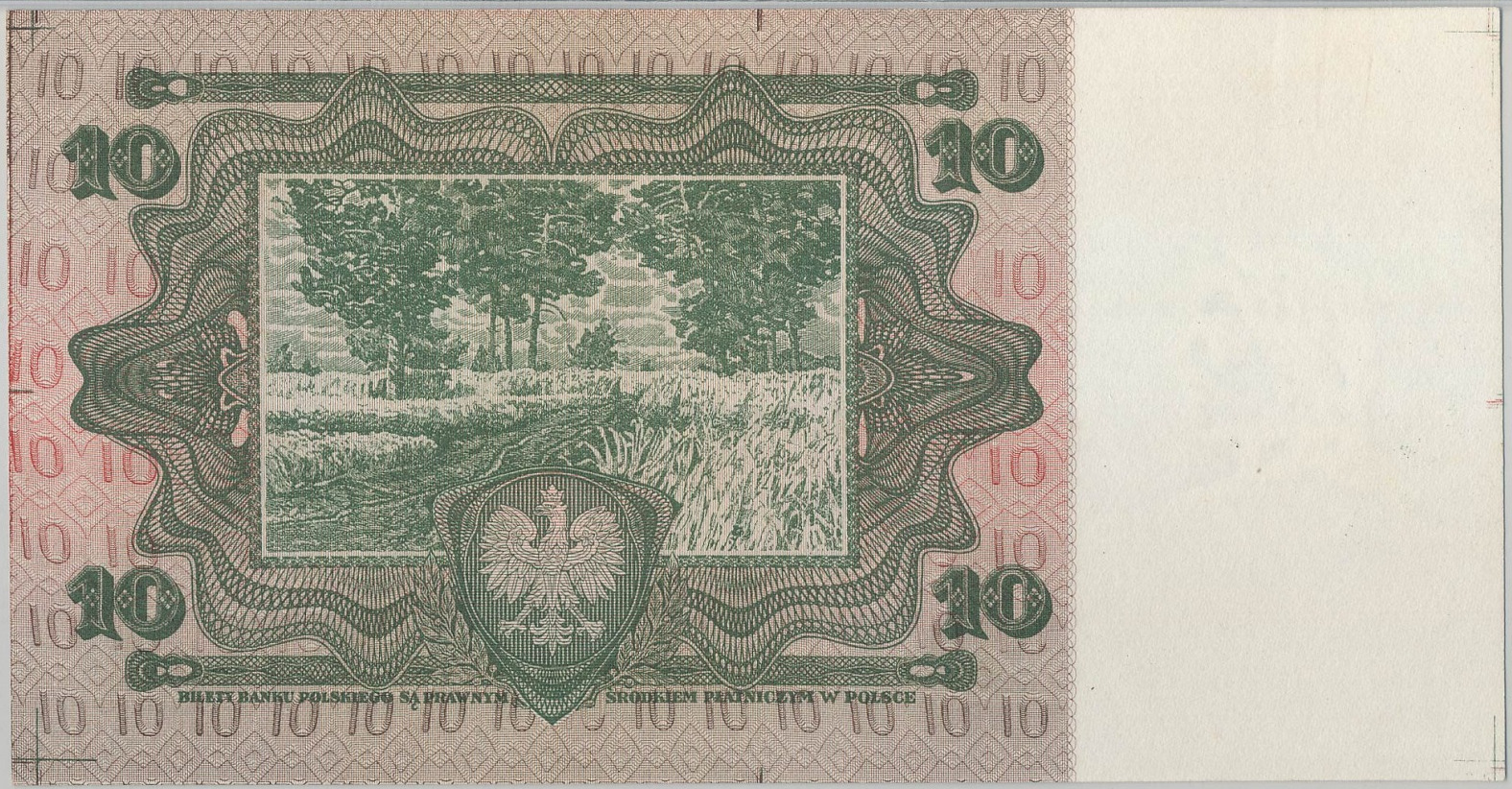
Rewers próby koloru 10 złotych 1928
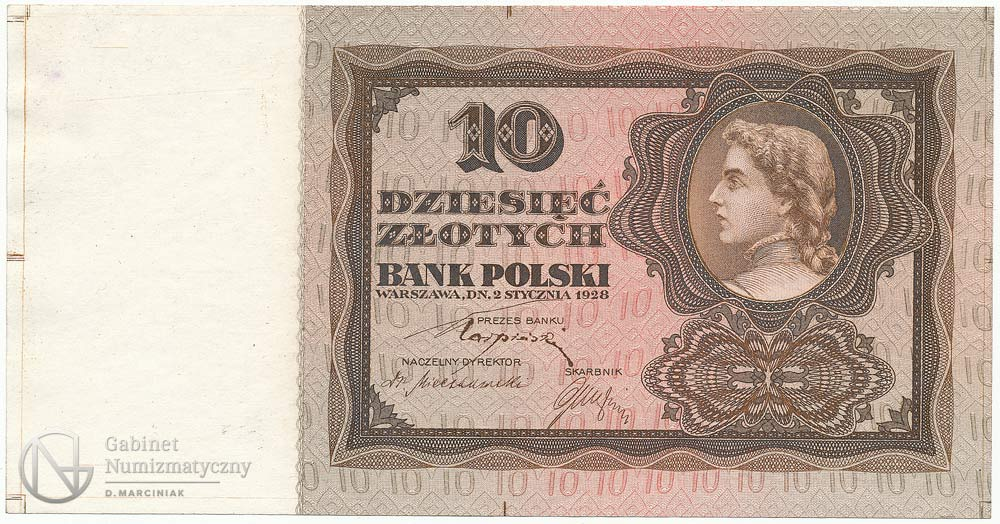
Awers próby koloru
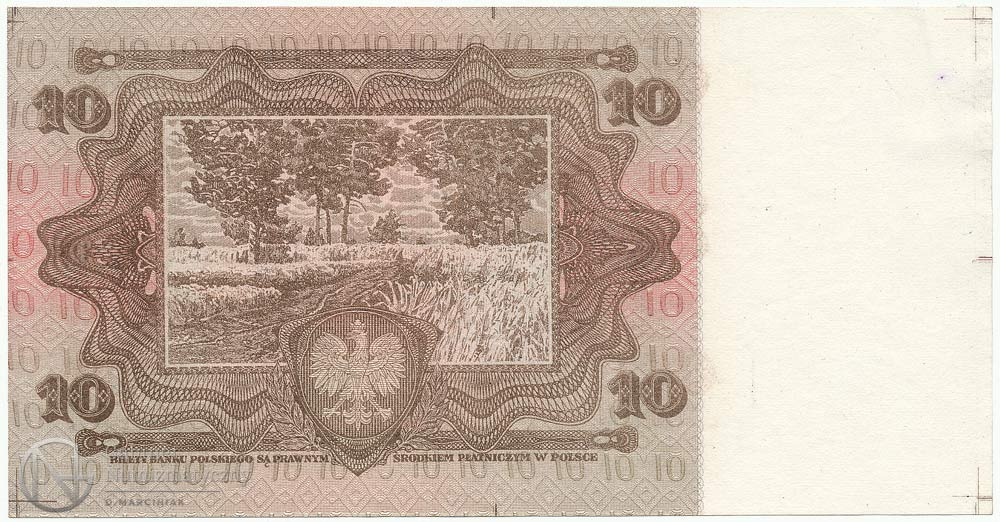
Rewers próby koloru
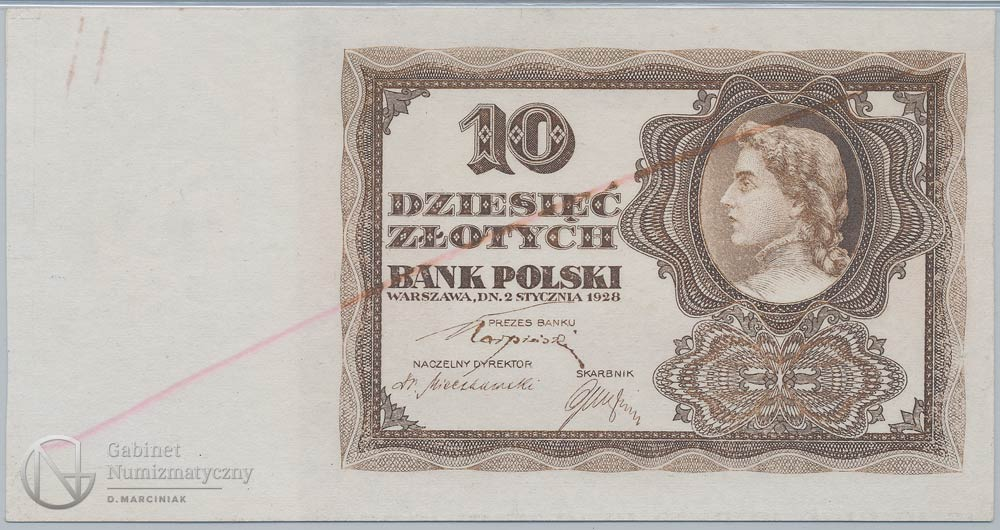
Awers częściowego druku próbnego 10 złotych 1928
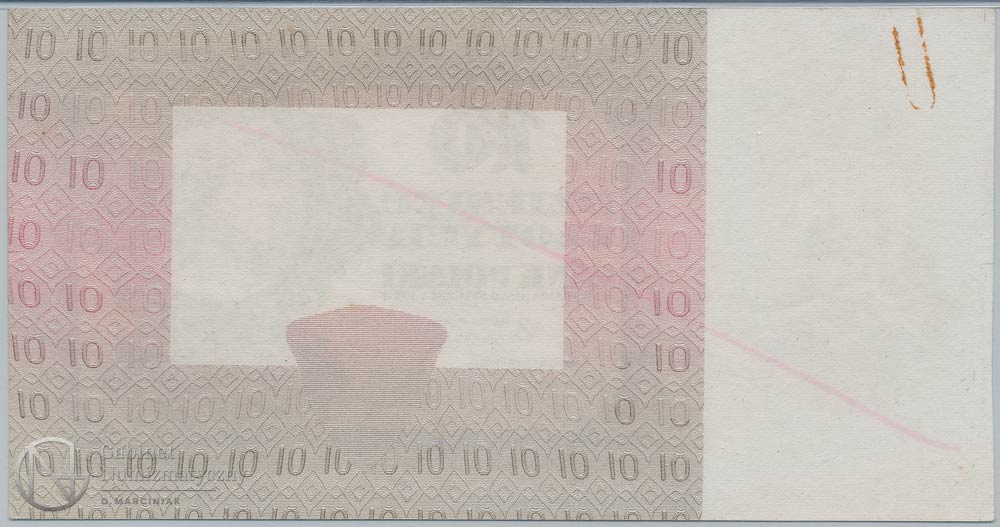
Rewers częściowego druku próbnego 10 złotych 1928
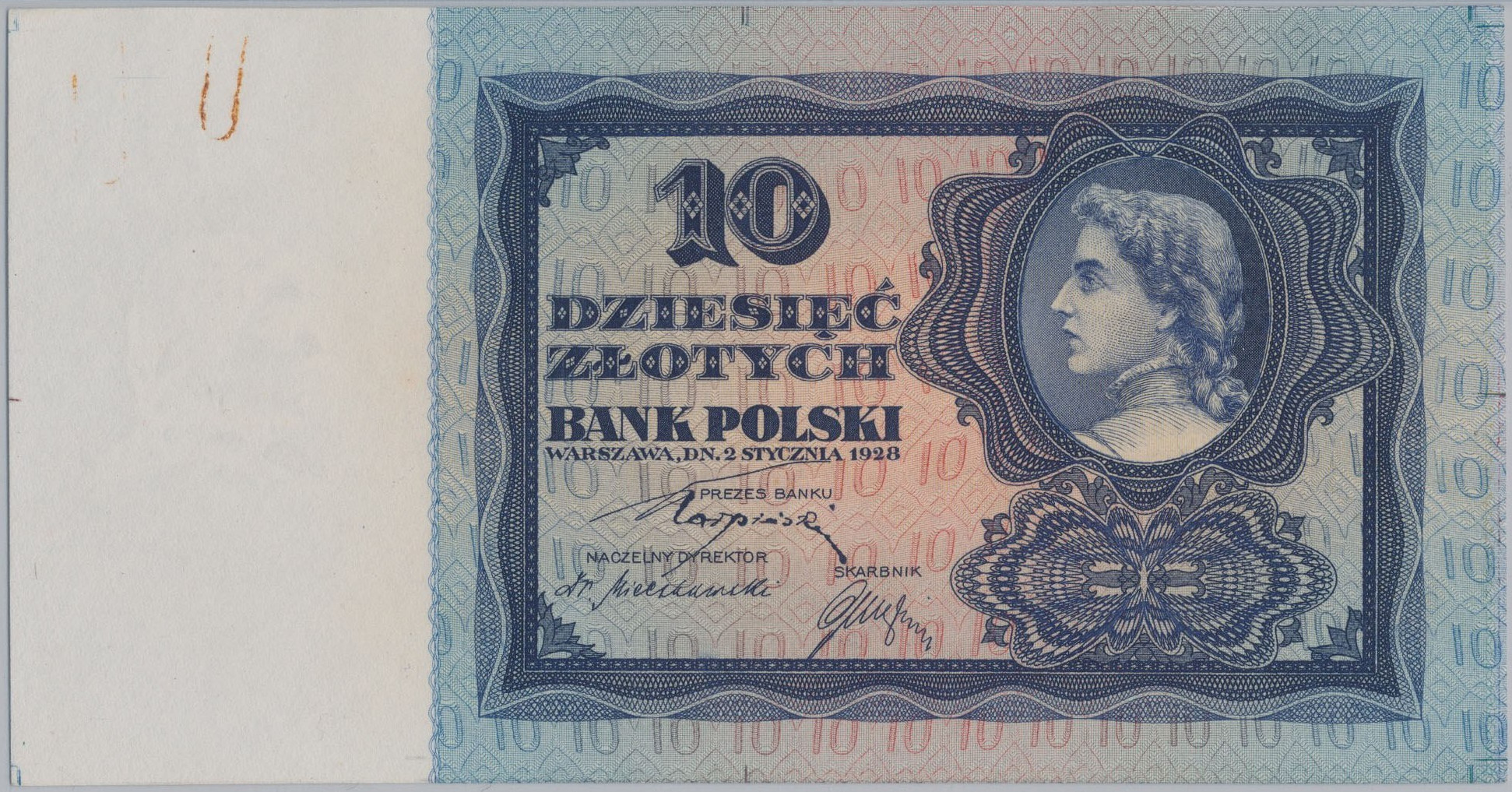
Awers 10 złotych 1928 bez serii i numeracji
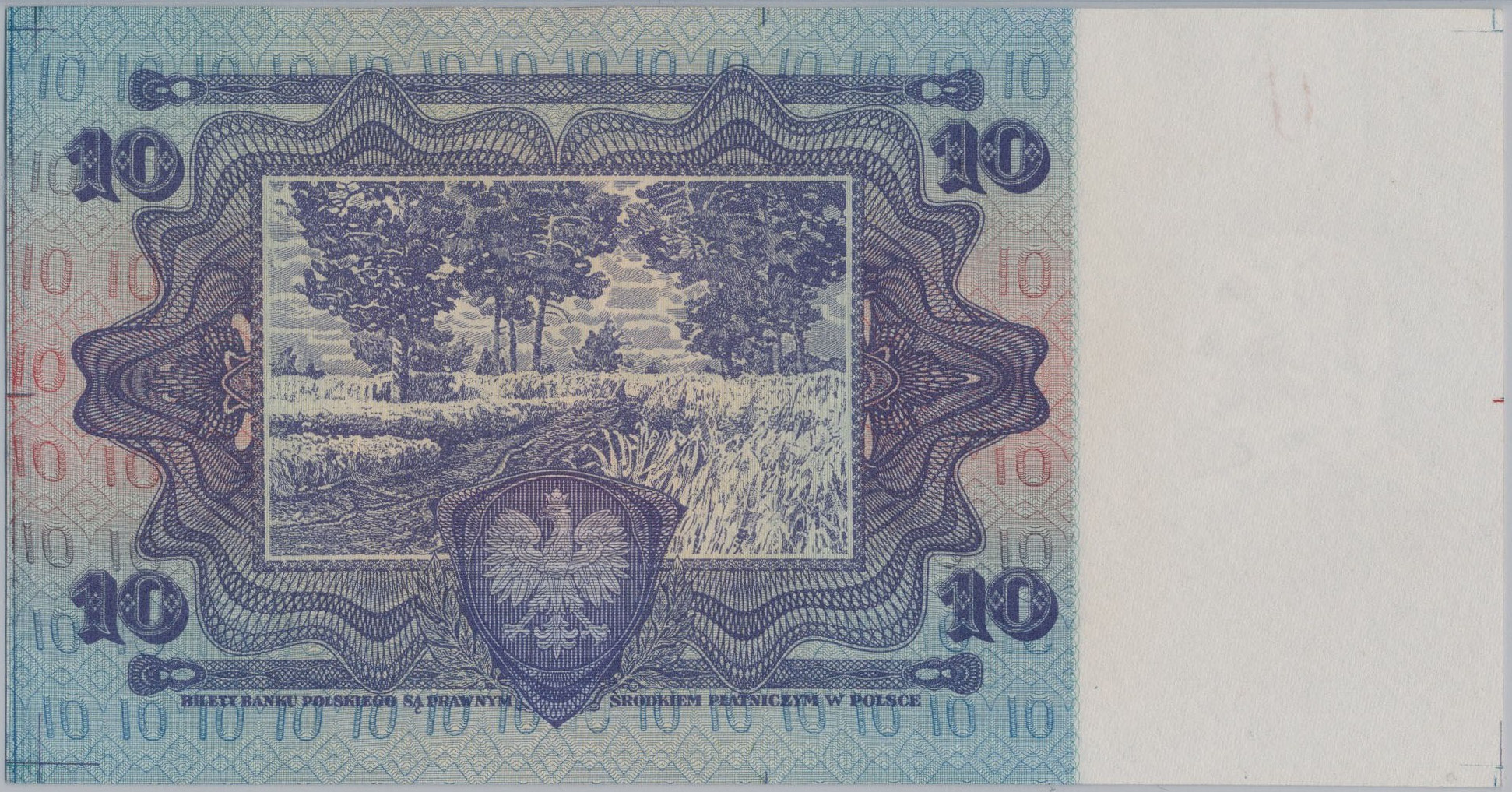
Rewers 10 złotych 1928 bez serii i numeracji
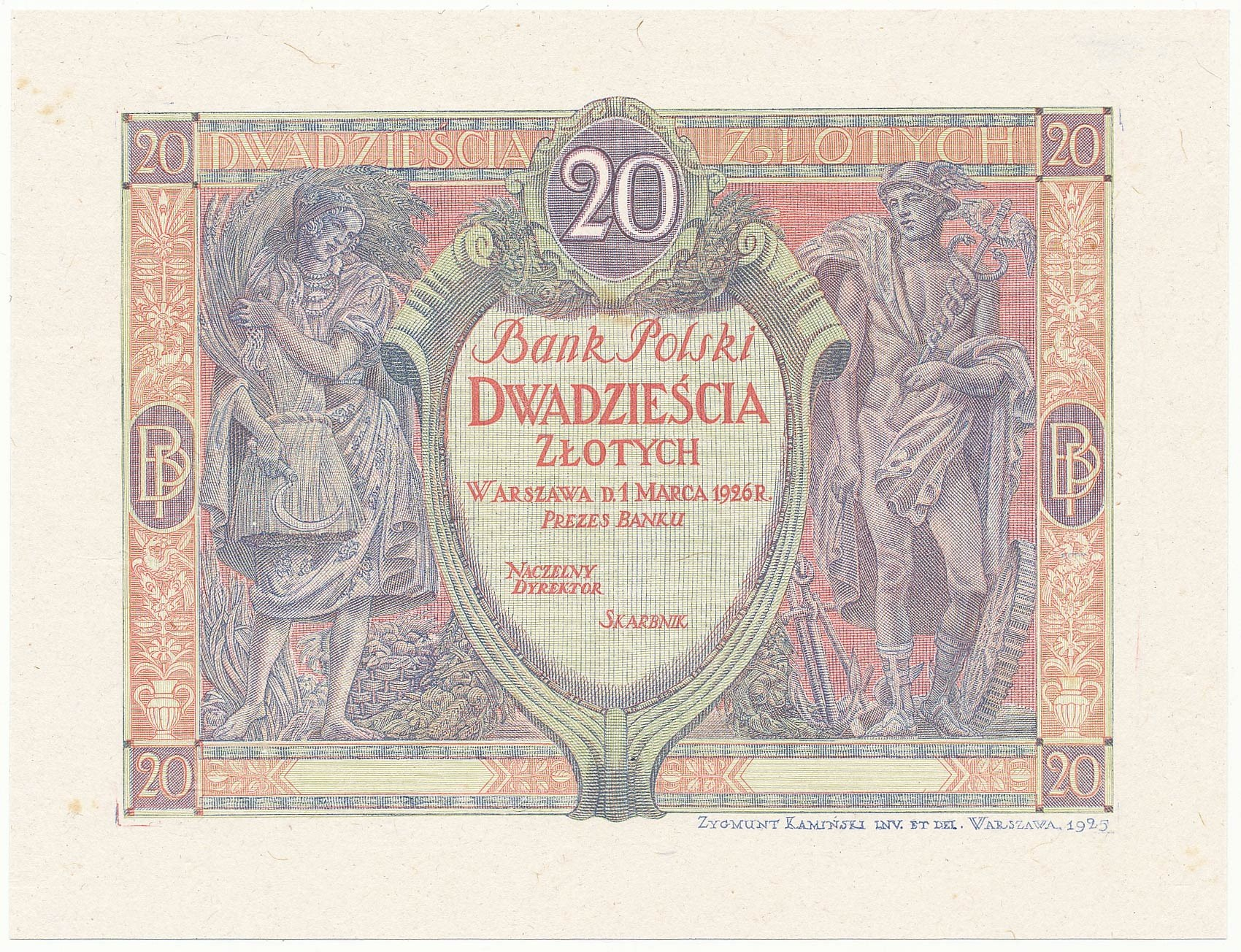
Druk próbny 20-złotówki
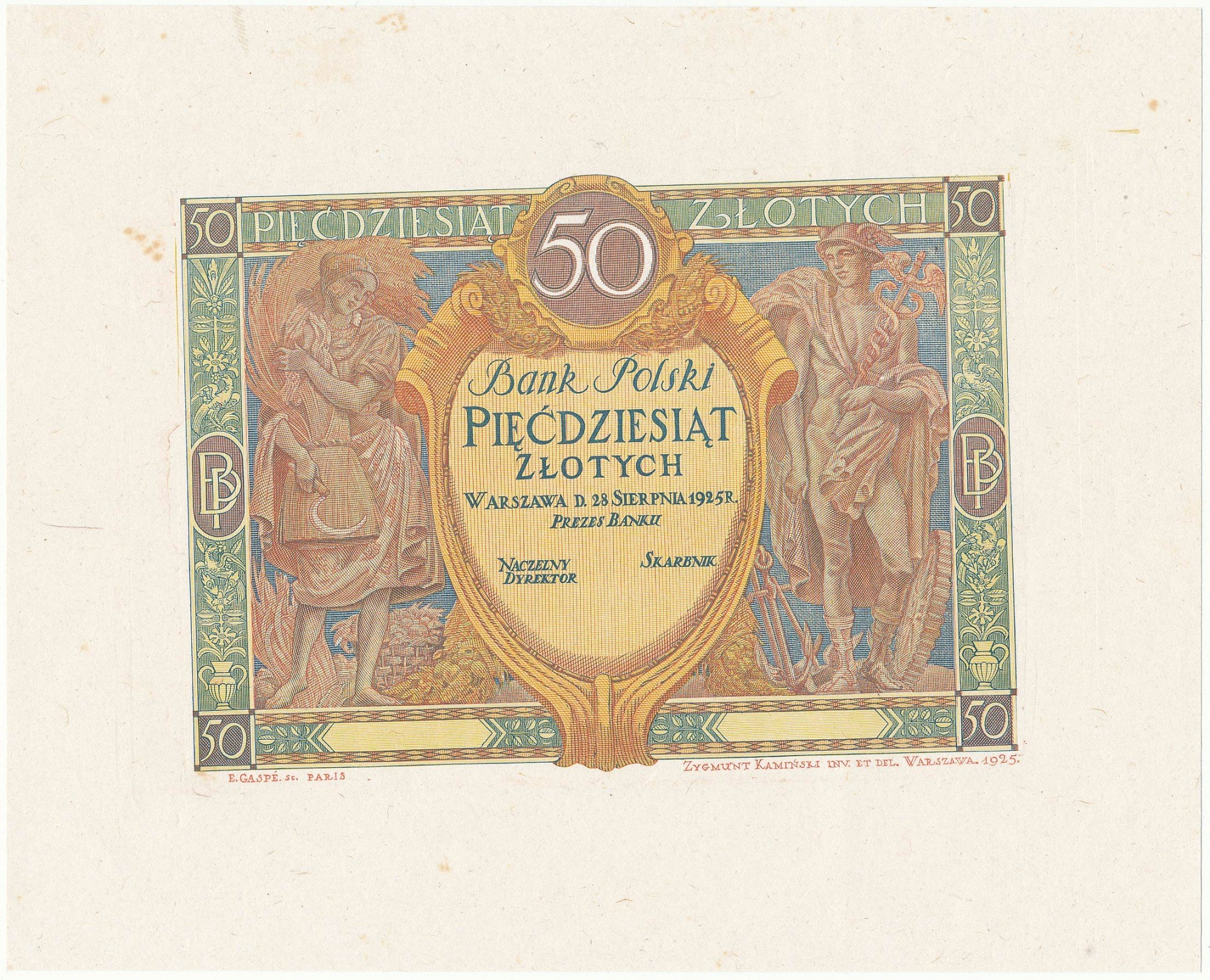
Druk próbny 50-złotówki

## Emisje z lat 1931–1936
Po 1930 r. swoista konsekwencja emisyjna z lat dwudziestych Banku Polskiego została zarzucona. Poszczególne banknoty ukazywały się pojedynczo, wykonane wedle oryginalnych, niepodobnych do siebie projektów. W ten sposób trafiły do obiegu w latach: 
- 1934 pięciozłotówka z Kasztelanką Jana Matejki, czyli sportretowaną Stanisławą Serafińską (w niektórych źródłach[20] podawana jest błędna informacja o wprowadzeniu tego banknotu dopiero w 1939 r. – na szesnaście dni przed wybuchem wojny),
- 1931 i 1938 kolejne dwie wersje dwudziestozłotówki z Emilią Plater,
- 1932 i 1934 dwie emisje stuzłotówki z wizerunkiem księcia Józefa Poniatowskiego według projektu Józefa Mehoffera.

W 1936 r. została podjęta decyzja przez Bank Polski o unowocześnieniu papierowych znaków pieniężnych będących w obiegu. Stawiano przed tym projektem między innymi następujące cele:
- ujednolicenie i wzbogacenie szaty graficznej oraz
- przedłużenie „życia” banknotów poprzez zastosowanie trwalszych gatunków papieru i farb drukarskich.

W tym celu rozpoczęto modernizację i wymianę maszyn poligraficznych na nowocześniejsze. Przygotowanie projektów powierzono Wacławowi Borowskiemu. Pierwszym i jedynym całkowicie ukończonym tego typu banknotem było wprowadzone do obiegu 20 złotych emisji z 1936 r. Następnym miało być 50 złotych z wizerunkiem gen. Jana Henryka Dąbrowskiego z tą samą datą emisji (11 listopada 1936). Wojna spowodowała jednak przerwanie procesu produkcyjnego. Na początku września 1939 wydrukowano w całości i dostarczono do banku tylko 2000 szt. Pozostały półfabrykaty w arkuszach o różnym stopniu zaawansowania druku. Arkusz drukarski tego banknotu zawierał 12 egzemplarzy i miał wymiary 557 x 515 mm. Oficjalnie nowa 50-złotówka nigdy nie została wprowadzona do obiegu, ale w pierwszych tygodniach wojny kilkaset sztuk znalazło się w obrocie na terenie województwa pomorskiego.
Na ostatnich latach odcisnęła się również groźba nadchodzącej wojny. Z tego powodu 26 sierpnia 1939 r., razem z: 
- jednozłotowym biletem państwowym,
- wycofanymi z końcem 1932 r. banknotami dziesięciozłotowymi III i IV emisji oraz
- stalowymi pięćdziesięciogroszówkami,

trafił do obiegu dwuzłotowy banknot z księżną Dobrawą z datą emisji 26 lutego 1936, pierwotnie pełniący funkcję rezerwy na wypadek braku monet. Banknoty te wypuszczano niekiedy bez oznaczenia serii i numeracji, a nawet bez poddruku.

### Banknoty obiegowe
| Nominał     | Awers banknotu | Rewers banknotu | Charakterystyka         |
| ----------- | -------------- | --------------- | ----------------------- |
| 2 złote     |                |                 | Emisja: 26 lutego 1936  |
| 2 złote     |                |                 | Emisja: 26 lutego 1936  |
| 2 złote     |                |                 | Emisja: 26 lutego 1936  |
| 5 złotych   |                |                 | Emisja: 2 stycznia 1930 |
| 20 złotych  |                |                 |                         |
|             |                |                 |                         |
| 100 złotych |                |                 |                         |
|             |                |                 |                         |

### Banknot niewprowadzony do obiegu
| Nominał    | Awers banknotu | Rewers banknotu | Charakterystyka |
| ---------- | -------------- | --------------- | --------------- |
| 50 złotych |                |                 |                 |

### Wzory
| Nominał     | Awers banknotu | Rewers banknotu |
| ----------- | -------------- | --------------- |
| 20 złotych  |                |                 |
|             |                |                 |
| 100 złotych |                |                 |

### Próby druku

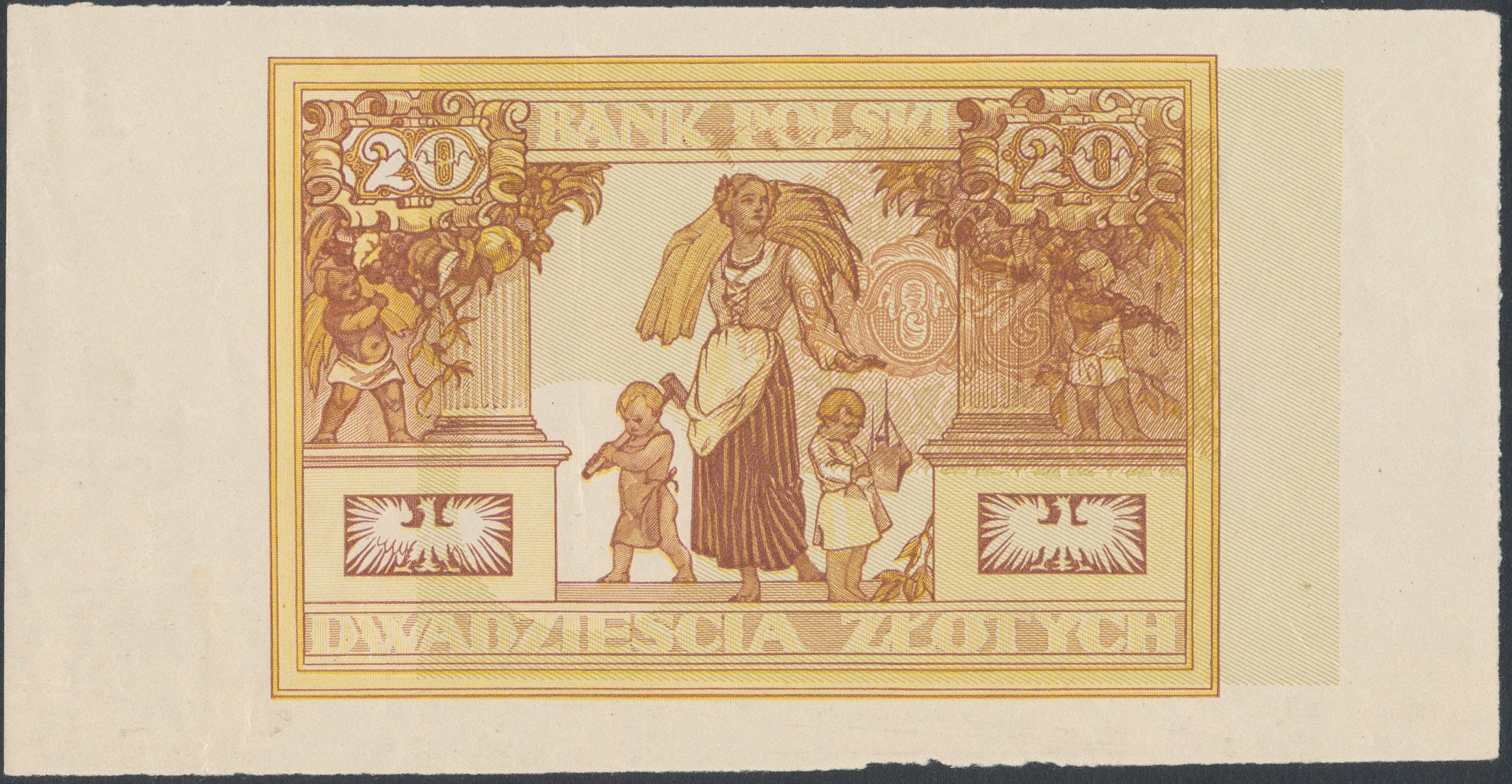
Druk rozbiegowy 20-złotówki